# Aeropuerto Internacional de Ciudad del Cabo

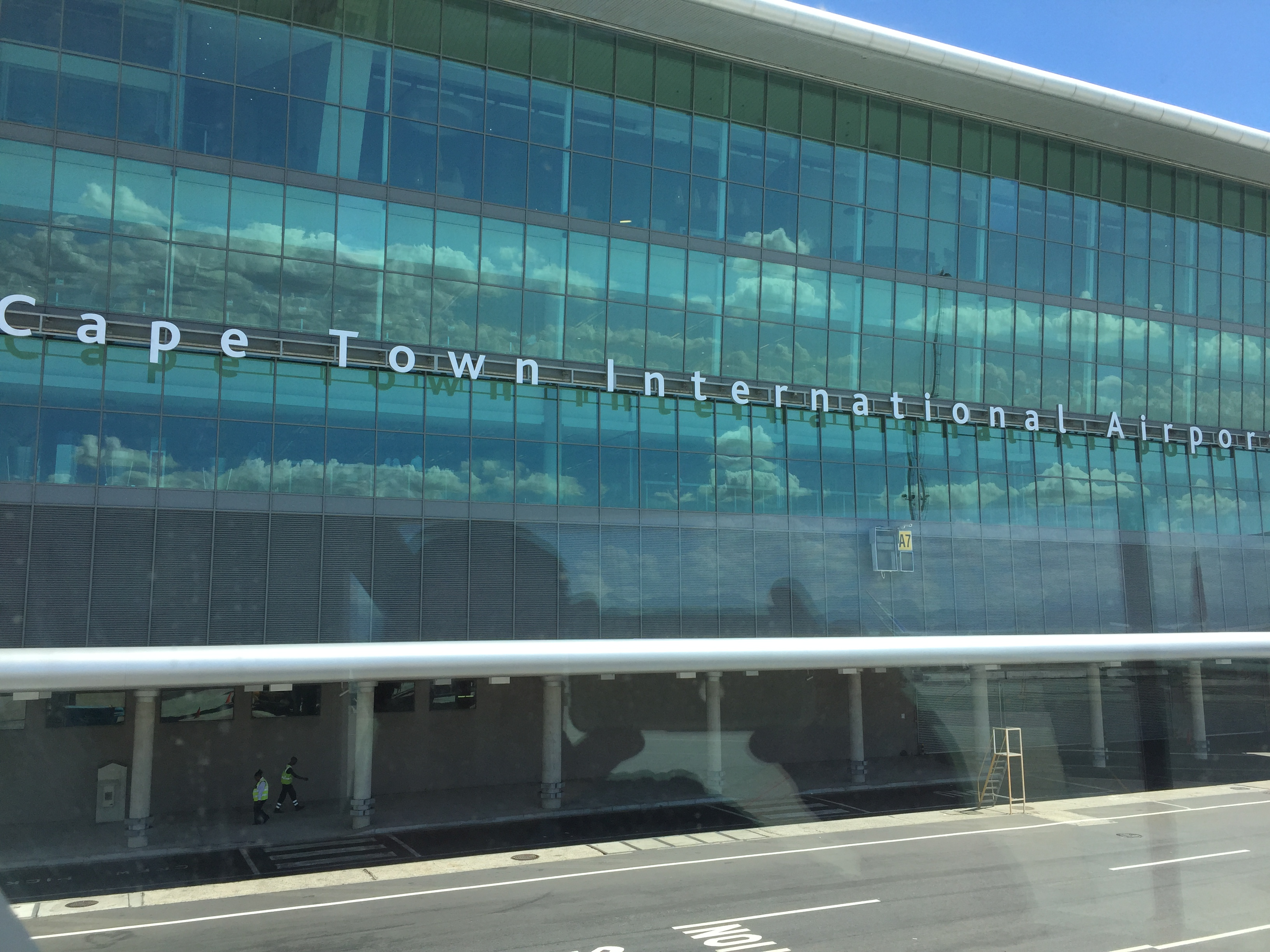
Aeropuerto Internacional de Ciudad del Cabo

El Aeropuerto Internacional de Ciudad del Cabo (en afrikáans: Kaapstad Internasionale Lughawe; en inglés: Cape Town International Airport (CTIA)), es un aeropuerto en la Ciudad del Cabo, Sudáfrica. Es un aeropuerto principal para las operaciones de South African Airways. El Aeropuerto Internacional de Ciudad del Cabo es el segundo aeropuerto en importancia de Sudáfrica, detrás del Aeropuerto Internacional Oliver Reginald Tambo de Johannesburgo, tercero en África y una importante acceso para el tráfico turístico. Hasta mediados de los '90, su nombre era el de Aeropuerto Daniel François Malan.

## Terminales
El Aeropuerto Internacional de Ciudad del Cabo tiene cinco terminales:
- Llegadas Internacionales
- Salidas Internacionales
- Llegadas Nacionales
- Salidas Nacionales de South African Airways
- Salidas Nacionales de otras aerolíneas.

Las terminales están dispuestas en una línea adyacente a la calle interna del aeropuerto, y están a una distancia razonable unas de otras para circular entre ellas caminando. Actualmente, solo la terminal internacional cuenta con pasarela. En el aeropuerto se están realizando continuas mejoras debido al rápido aumento del turismo y de los viajes de negocios, además de prepararse para la Copa Mundial de la FIFA Sudáfrica 2010.

## Estadísticas
En el 2009, el Aeropuerto Internacional de Ciudad del Cabo ha tenido un movimiento de 7.814.448 pasajeros y 92.315 vuelos (2004).
Ver fuente y consulta Wikidata.

## Aerolíneas y destinos
Las siguientes aerolíneas prestan servicio al Aeropuerto Internacional de Ciudad del Cabo:

Vuelos internacionales del aeropuerto internacional de Ciudad del Cabo.

Vuelos regionales y domésticos del aeropuerto internacional de Ciudad del Cabo.

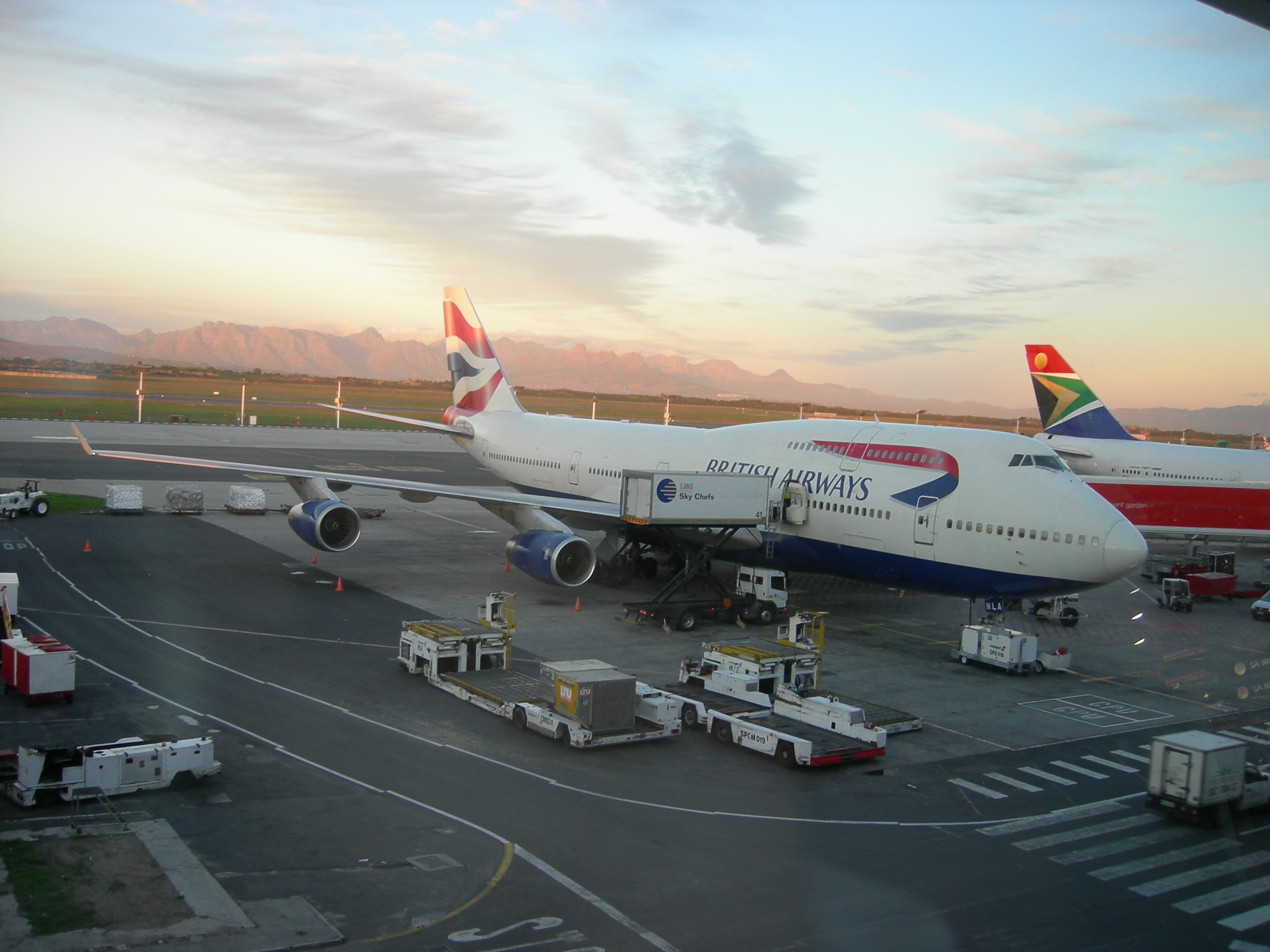
Un Boeing 747-400 de British Airways aparcado en la terminal internacional.

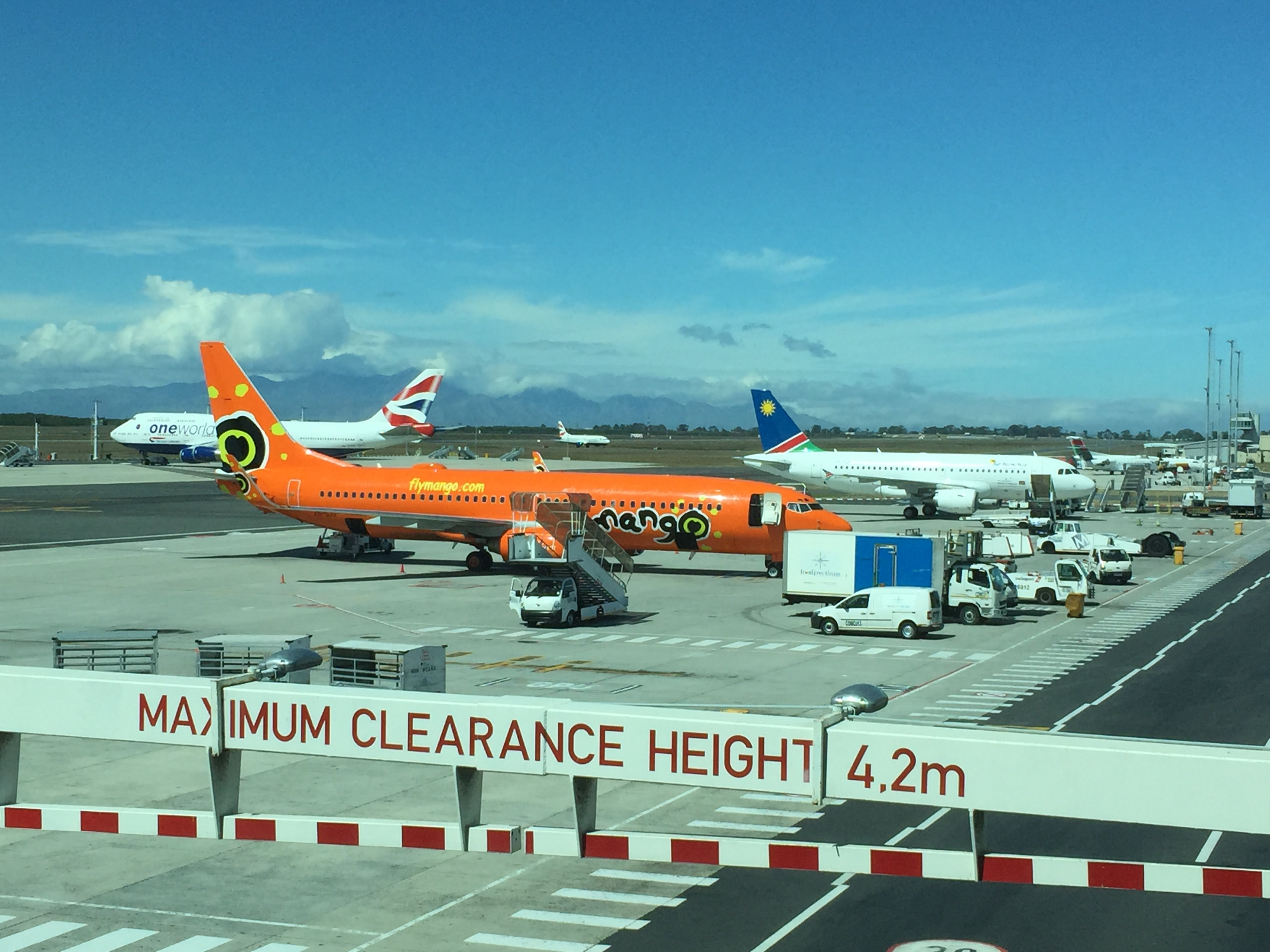
Aeropuerto Internacional de Ciudad del Cabo

### Destinos nacionales
| Ciudad               | Nombre del aeropuerto                                           | Aerolíneas                              | Aeronaves    | Frecuencias semanales |
| Sudáfrica            | Sudáfrica                                                       | Sudáfrica                               | Sudáfrica    | Sudáfrica             |
| -------------------- | --------------------------------------------------------------- | --------------------------------------- | ------------ | --------------------- |
| Bahía de Plettenberg | Aeródromo de la Bahía de Plettenberg                            | CemAir                                  |              |                       |
| Bloemfontein         | Aeropuerto Internacional Bram Fischer                           | Airlink                                 |              |                       |
| Durban               | Aeropuerto Internacional Rey Shaka                              | FlySafair                               | B737         |                       |
| East London          | Aeropuerto de East London                                       | FlySafair                               | B737         |                       |
| George               | Aeropuerto de George                                            | Airlink FlySafair (Estacional)          | B737         |                       |
| Johannesburgo        | Aeropuerto Internacional Lanseria                               | FlySafair                               | B737         |                       |
| Johannesburgo        | Aeropuerto Internacional de Johannesburgo-Oliver Reginald Tambo | Airlink FlySafair South African Airways | B737 A3xxceo |                       |
| Kimberley            | Aeropuerto de Kimberley                                         | Airlink                                 |              |                       |
| Mbombela             | Aeropuerto Internacional Kruger Mpumalanga                      | Airlink                                 |              |                       |
| Puerto Elizabeth     | Aeropuerto de Port Elizabeth                                    | FlySafair                               | B737         |                       |
| Skukuza              | Aeropuerto de Skukuza                                           | Airlink                                 |              |                       |
| Upington             | Aeropuerto de Upington                                          | Airlink                                 |              |                       |

### Destinos internacionales

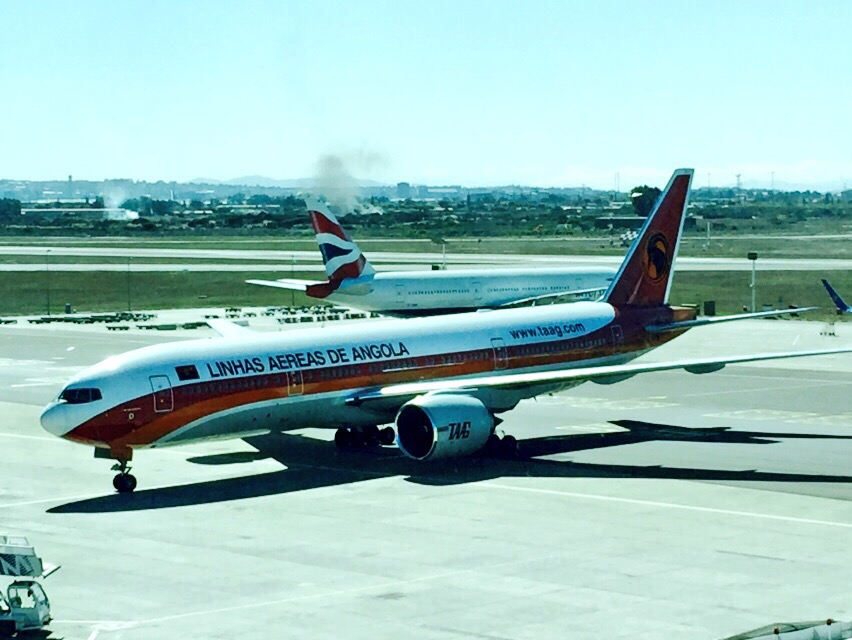
TAAG en Ciudad del Cabo

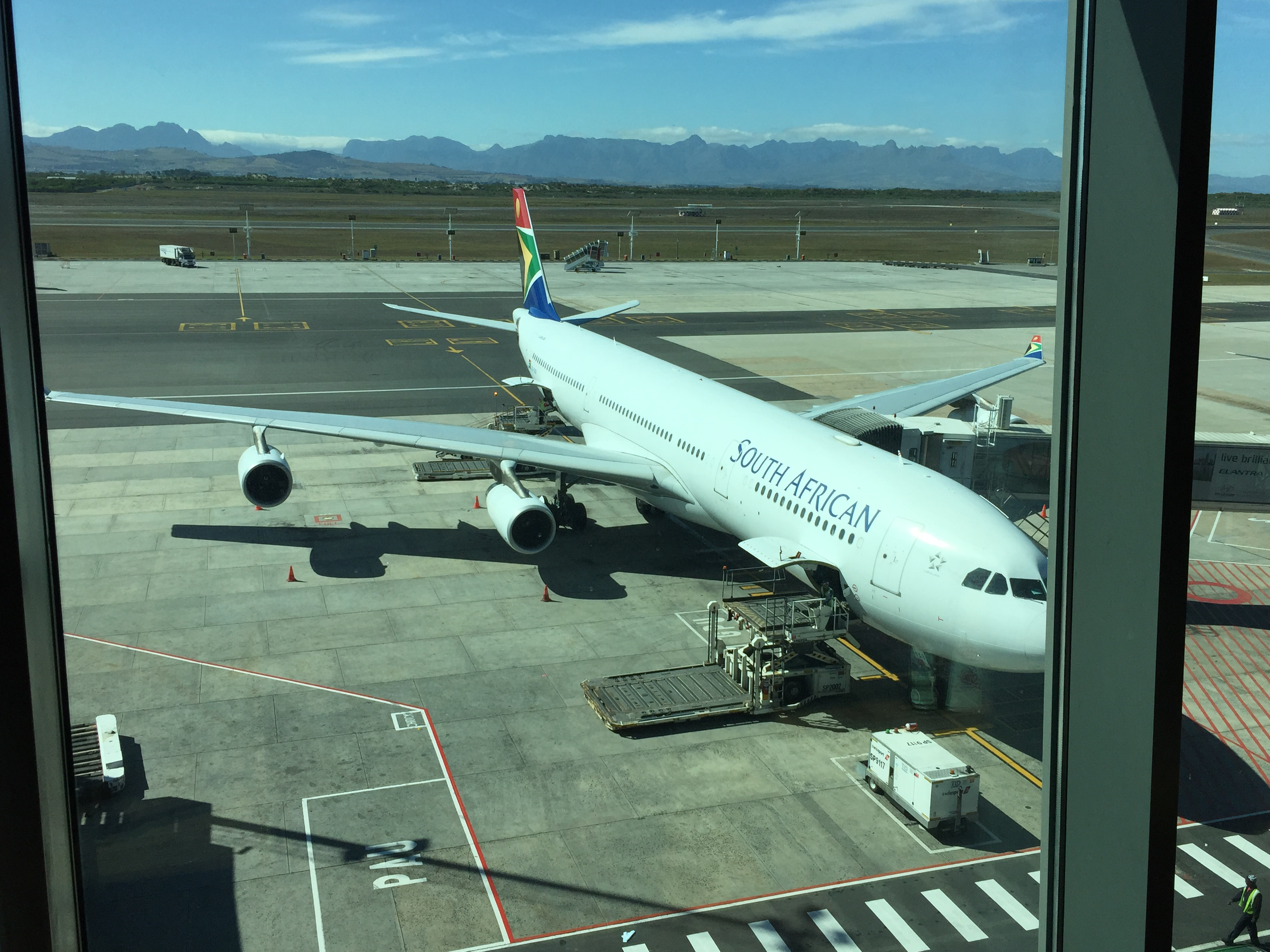
A340 de South African Airways en Ciudad del Cabo

| Ciudades por países    | Nombre del aeropuerto                                  | Aerolíneas                                   | Aeronaves           | Frecuencias semanales |
| África                 | África                                                 | África                                       | África              | África                |
| ---------------------- | ------------------------------------------------------ | -------------------------------------------- | ------------------- | --------------------- |
| Angola                 |                                                        |                                              |                     |                       |
| Luanda                 | Aeropuerto Quatro de Fevereiro                         | TAAG Angola Airlines                         |                     |                       |
| Botsuana               |                                                        |                                              |                     |                       |
| Gaborone               | Aeropuerto Internacional Sir Seretse Khama             | Air Botswana                                 |                     |                       |
| Maun                   | Aeropuerto de Maun                                     | Airlink                                      |                     |                       |
| Etiopía                |                                                        |                                              |                     |                       |
| Adís Abeba             | Aeropuerto Internacional Bole                          | Ethiopian                                    |                     |                       |
| Kenia                  |                                                        |                                              |                     |                       |
| Nairobi                | Aeropuerto Internacional Jomo Kenyatta                 | Kenya Airways (Vía VFA o LVI)                |                     |                       |
| Mauricio               |                                                        |                                              |                     |                       |
| Port Louis             | Aeropuerto Internacional Sir Seewoosagur Ramgoolam     | Air Mauritius                                | A330-243            |                       |
| Namibia                |                                                        |                                              |                     |                       |
| Walvis Bay             | Aeropuerto Internacional de Walvis Bay                 | Airlink                                      |                     |                       |
| Windhoek\|             | Aeropuerto Internacional de Windhoek Hosea Kutako      | Airlink                                      |                     |                       |
| Ruanda                 |                                                        |                                              |                     |                       |
| Kigali                 | Aeropuerto Internacional de Kigali                     | RwandAir (Vía HRE)                           |                     |                       |
| Zimbabue               |                                                        |                                              |                     |                       |
| Harare                 | Aeropuerto Internacional de Harare                     | RwandAir                                     |                     |                       |
| Victoria Falls         | Aeropuerto de Victoria Falls                           | Airlink                                      |                     |                       |
| América del Norte      |                                                        |                                              |                     |                       |
| Estados Unidos         |                                                        |                                              |                     |                       |
| Atlanta                | Aeropuerto Internacional Hartsfield-Jackson            | Delta Air Lines (Vía JNB)                    | A350-941            |                       |
| Newark                 | Aeropuerto Internacional Libertad de Newark            | United Airlines                              | B787-9              | 3                     |
| Washington D. C.       | Aeropuerto Internacional Washington-Dulles             | United Airlines                              | B787-9              | 3                     |
| América del Sur        |                                                        |                                              |                     |                       |
| Brasil                 |                                                        |                                              |                     |                       |
| São Paulo              | Aeropuerto Internacional de São Paulo-Guarulhos        | South African Airways                        | A330-343E           |                       |
| Asia                   |                                                        |                                              |                     |                       |
| Catar                  |                                                        |                                              |                     |                       |
| Doha                   | Aeropuerto Internacional Hamad                         | Qatar Airways                                | A350-941            |                       |
| Emiratos Árabes Unidos |                                                        |                                              |                     |                       |
| Dubái                  | Aeropuerto Internacional de Dubái                      | Emirates                                     | B777-300ER          |                       |
| Singapur               |                                                        |                                              |                     |                       |
| Singapur               | Aeropuerto Internacional de Singapur                   | Singapore Airlines (Vía JNB)                 | A350-941            |                       |
| Europa                 |                                                        |                                              |                     |                       |
| Alemania               |                                                        |                                              |                     |                       |
| Fráncfort del Meno     | Aeropuerto de Fráncfort del Meno                       | Condor (Estacional) Lufthansa                | A330-941N A340-313X |                       |
| Múnich                 | Aeropuerto Internacional de Múnich-Franz Josef Strauss | Lufthansa (Estacional)                       | A350-941            |                       |
| Francia                |                                                        |                                              |                     |                       |
| París                  | Aeropuerto de París-Charles de Gaulle                  | Air France (Estacional)                      | A3x0                |                       |
| Países Bajos           |                                                        |                                              |                     |                       |
| Ámsterdam              | Aeropuerto de Ámsterdam-Schiphol                       | KLM                                          | B7x7                |                       |
| Reino Unido            |                                                        |                                              |                     |                       |
| Londres                | Aeropuerto de Londres-Gatwick                          | British Airways (Estacional)                 |                     |                       |
| Londres                | Aeropuerto de Londres-Heathrow                         | British Airways Virgin Atlantic (Estacional) | A350-1041           |                       |
| Suiza                  |                                                        |                                              |                     |                       |
| Zúrich                 | Aeropuerto Internacional de Zúrich                     | Edelweiss Air (Estacional)                   | A340-313X           |                       |
| Turquía                |                                                        |                                              |                     |                       |
| Estambul               | Aeropuerto de Estambul                                 | Turkish Airlines                             | B787-9              |                       |

## Ampliación

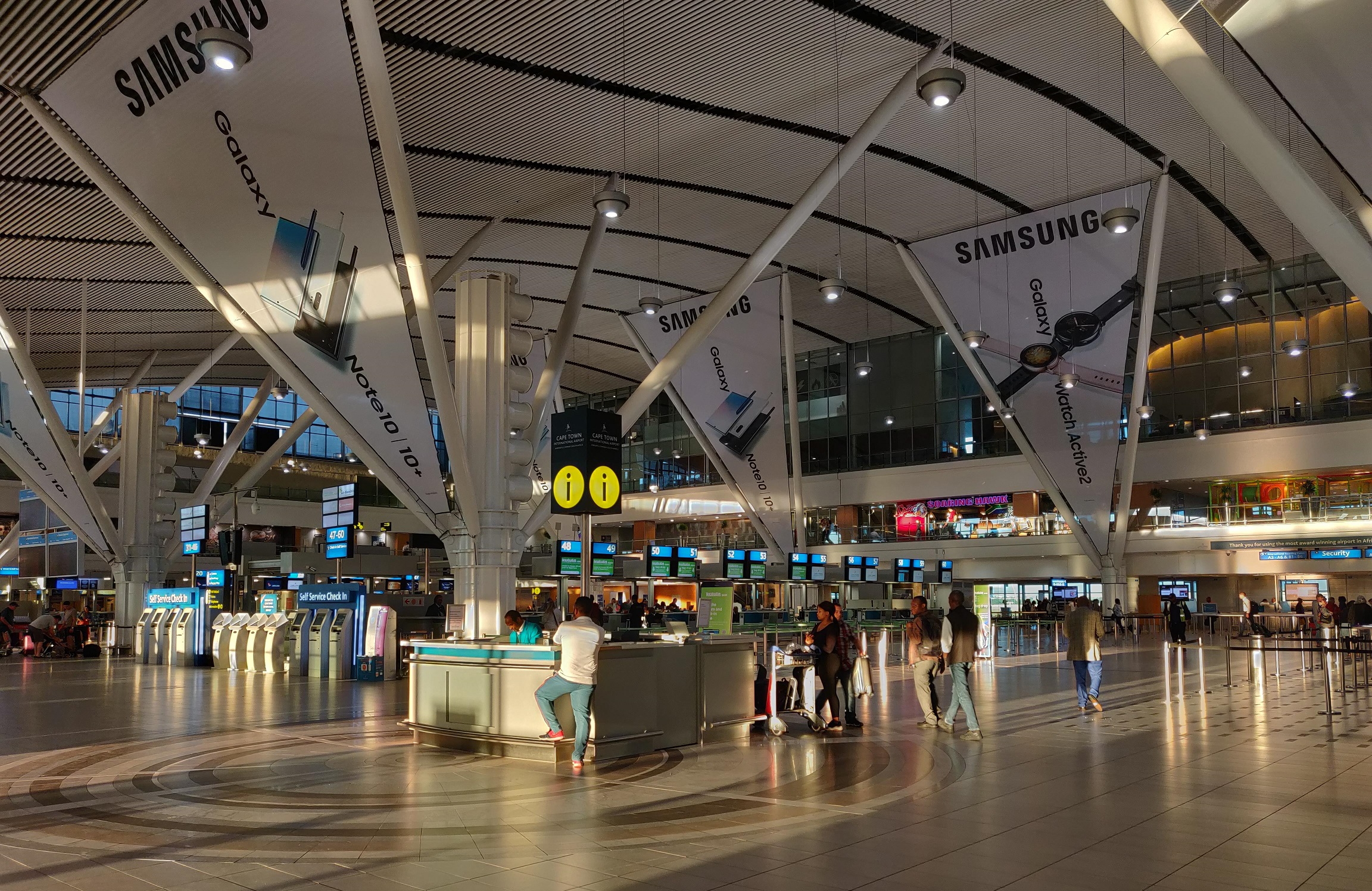
2019 en el Aeropuerto Internacional de Ciudad del Cabo, Terminales de check-in, Mostradores de información

En el Aeropuerto Internacional de Ciudad del Cabo se están llevando a cabo importantes obras de renovación y ampliación con un costo total de 1,3 billones de rands para satisfacer a los 14 millones de pasajeros que se esperan para 2015. La nueva Terminal Internacional ya ha sido completada, con el primero de los dos estacionamientos para automóviles habilitado y adyacente a la Terminal Doméstica. La segunda empezará a construirse en abril de 2007 y será localizada enfrente de la Terminal Internacional y proveerá estacionamiento adicional para 2,500 automóviles.
El único acceso al aeropuerto será reconfigurado para ofrecer un acceso de dos niveles, el acceso del nivel inferior para las llegadas y el del nivel superior para las salidas. Esto incrementará la capacidad del aeropuerto y alterará significativamente el aspecto del aeropuerto. Las obras ya están en curso y se espera que sean finalizadas en el 2009.
Las terminales domésticas están recibiendo un completo remozamiento conjuntamente con un nuevo edificio para la terminal central a un costo de 900 millones de rands, comunicando las terminales internacional y doméstica. La terminal doméstica será renovada y expandida, con la Terminal Central que permitirá operar un mayor número de vuelos (tanto internacionales como domésticos, ya sean partidas o arribos). Complementando el incremento en la capacidad, puentes de embarque de vidrio adicionales serán agregados para facilitar el acceso directo a los aviones.

## Administración
El Aeropuerto Internacional de Ciudad del Cabo es administrado por Airports Company South Africa (ACSA), el cual es responsable de todos los aeropuertos principales de Sudáfrica. Antes de la formación de Airports Company South Africa, todos los aeropuertos eran gestionados directamente por el Estado. El Departamento de Transporte continúa siendo el accionista mayoritario en la empresa.

## Galería

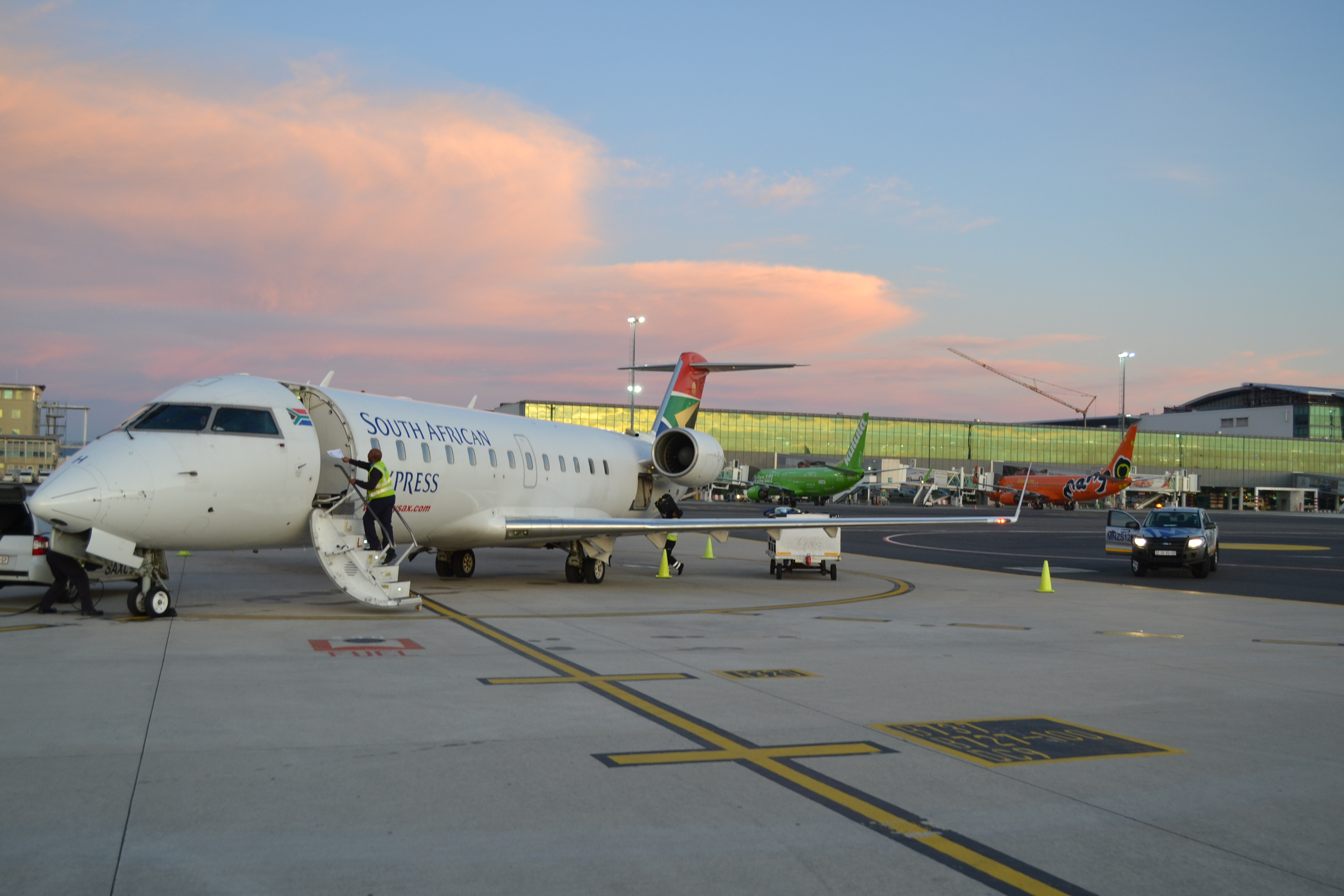
CRJ de South African Airways en Ciudad del Cabo, Sudáfrica
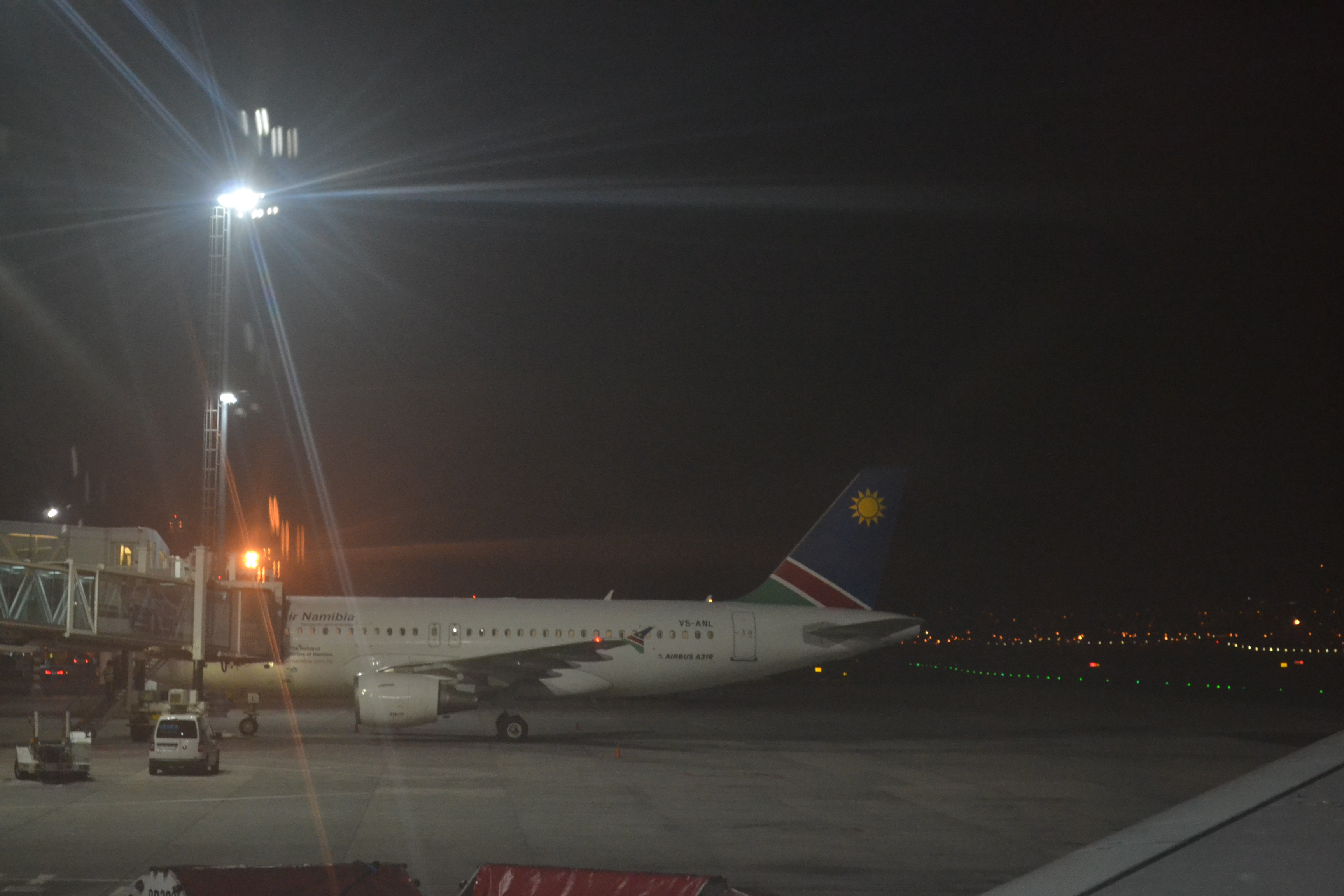
Airbus A320 de Air Namibia en Ciudad del Cabo, Sudáfrica
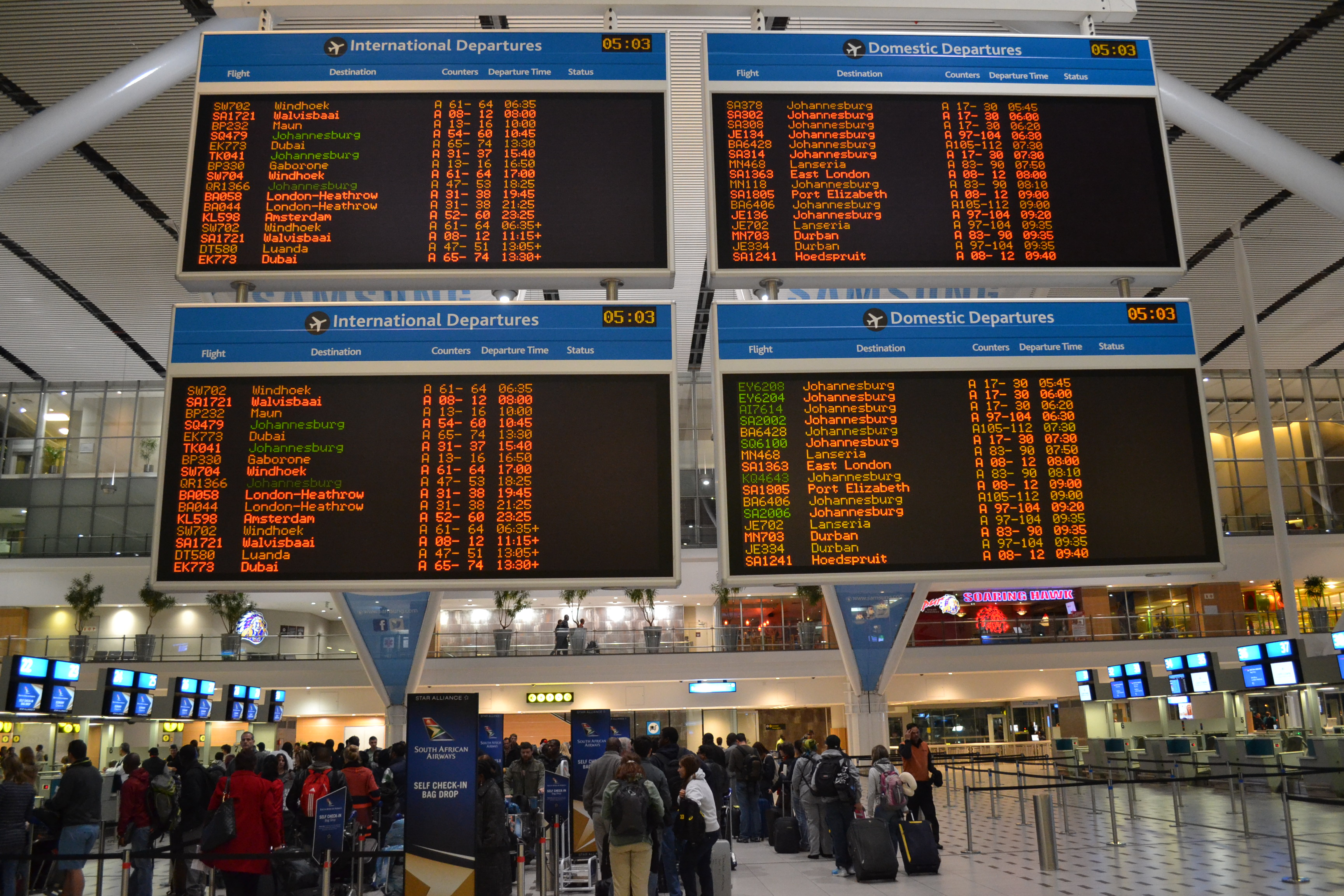
Pantalla de vuelos en el Aeropuerto Internacional de Ciudad del Cabo, Sudáfrica
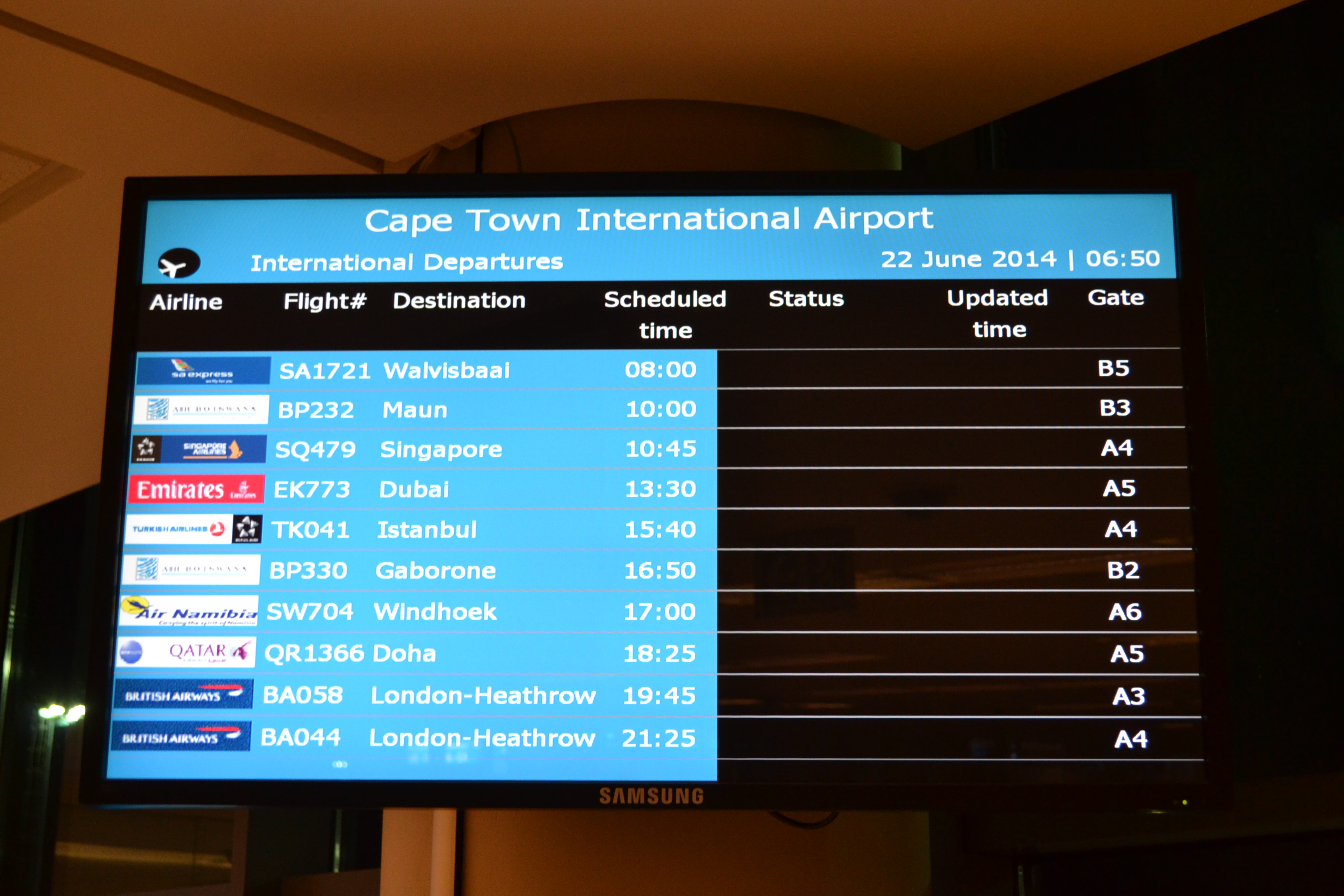
Pantalla de vuelos en el Aeropuerto Internacional de Ciudad del Cabo, Sudáfrica
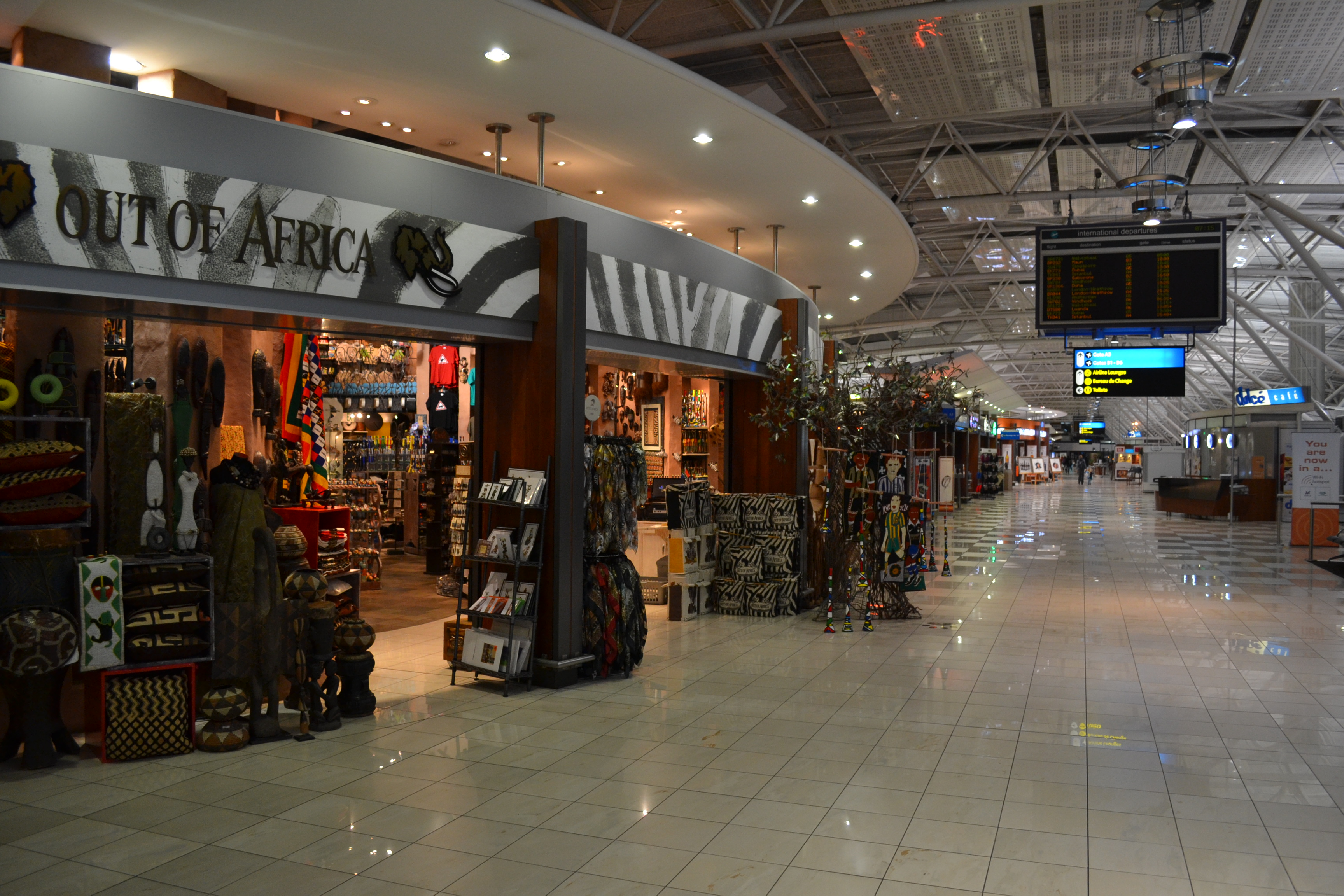
Terminal Internacional en el Aeropuerto Internacional de Ciudad del Cabo, Sudáfrica
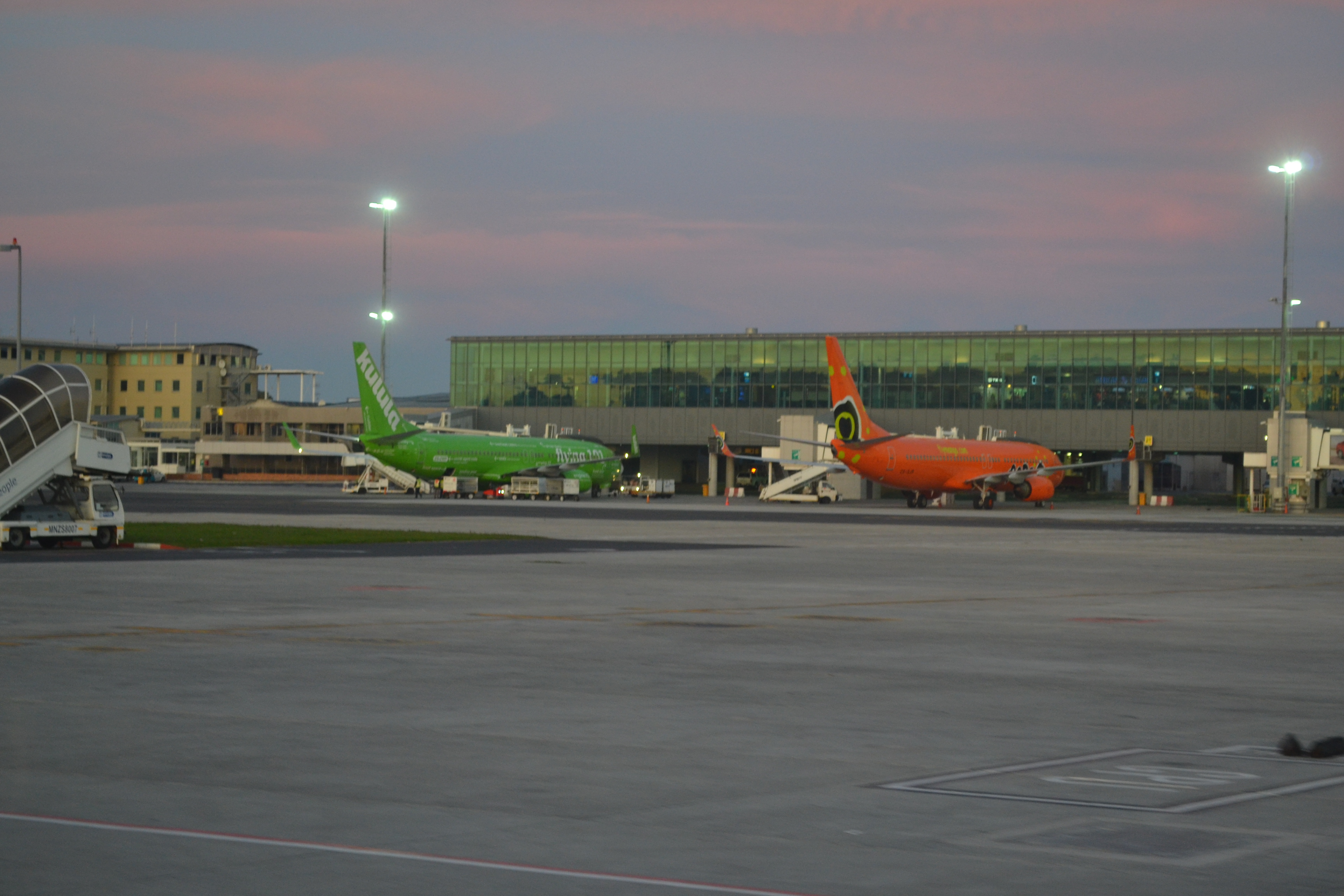
Aeropuerto Internacional de Ciudad del Cabo, Sudáfrica
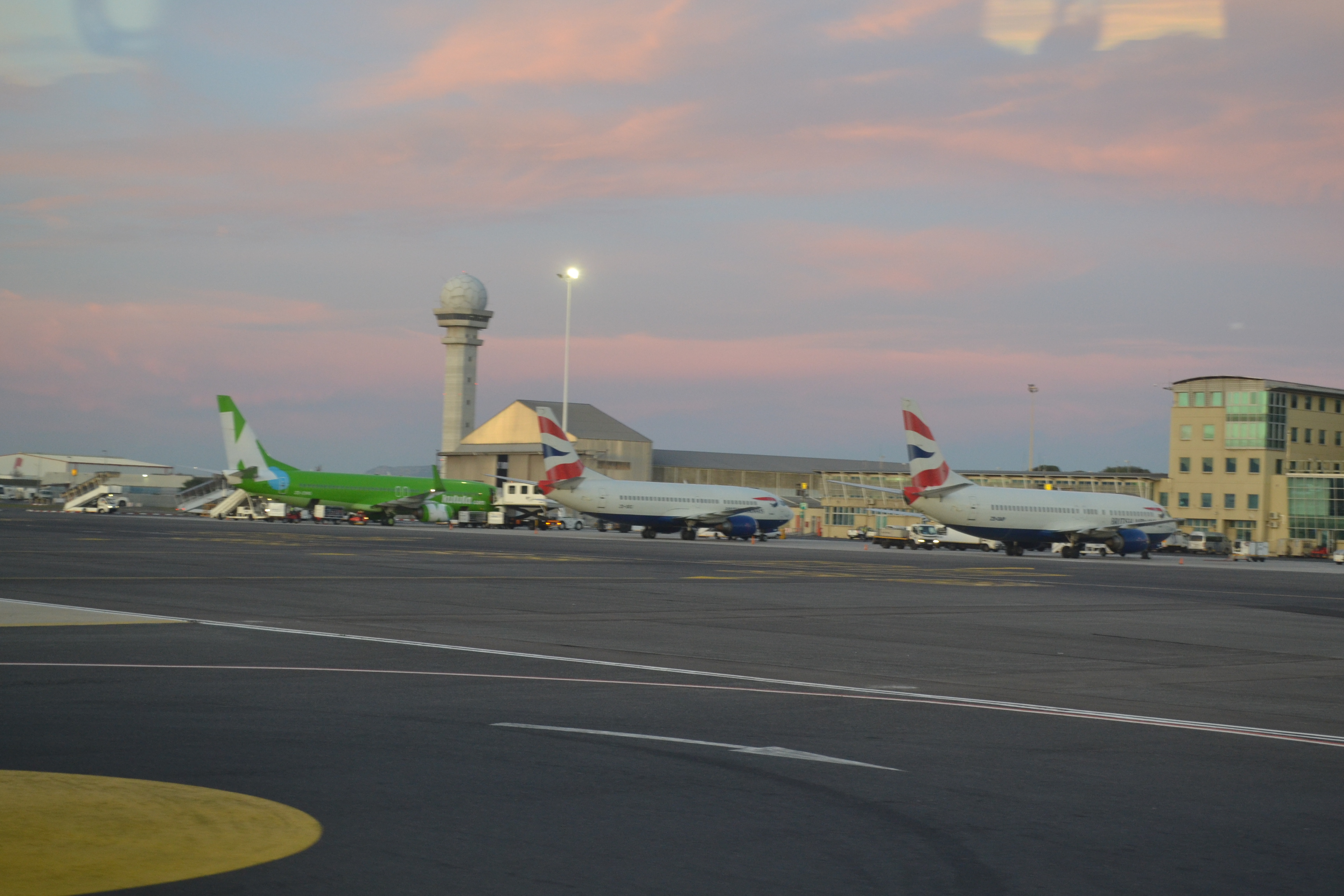
Aeropuerto Internacional de Ciudad del Cabo, Sudáfrica
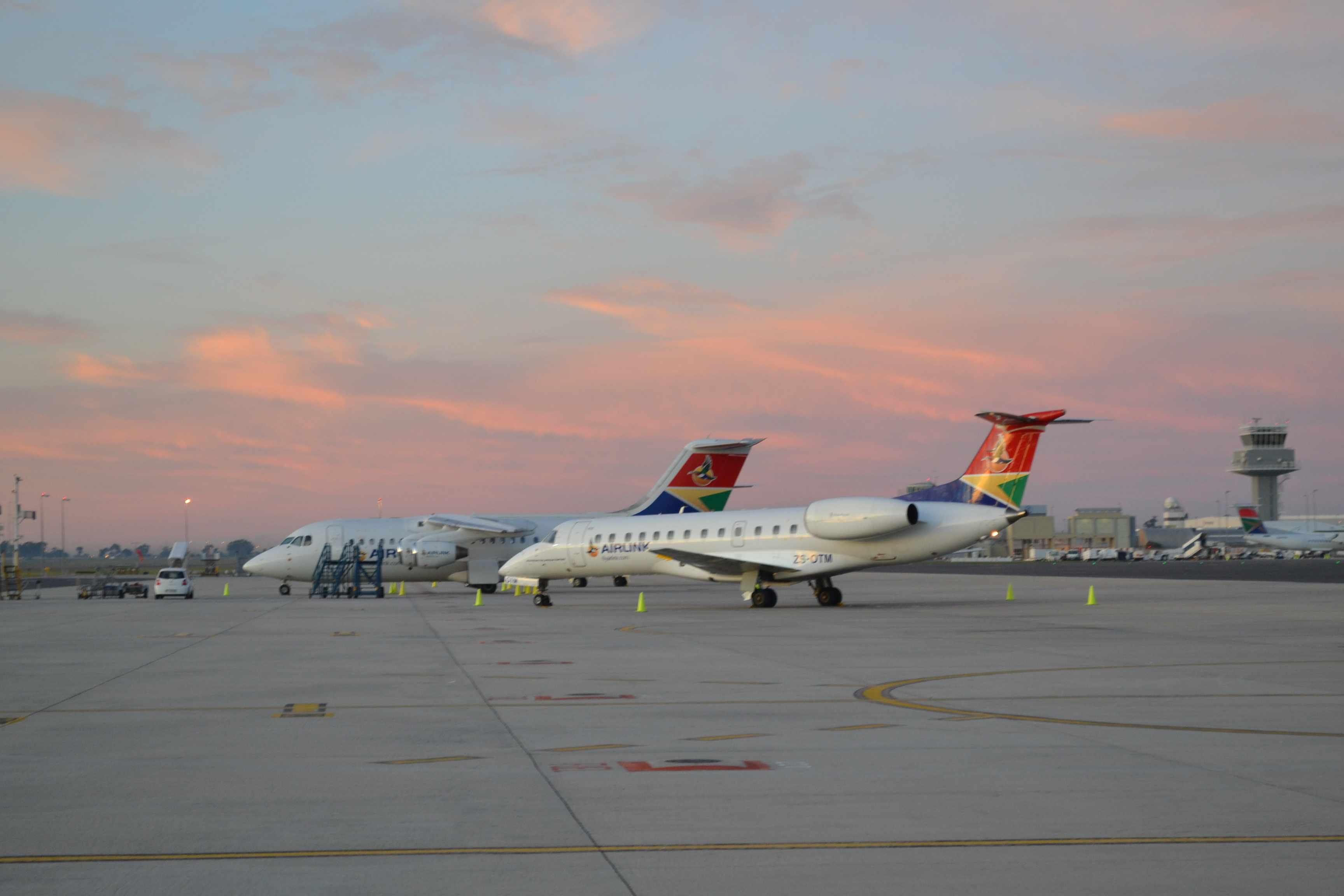
Aviones de Airlink en el Aeropuerto Internacional de Ciudad del Cabo, Sudáfrica
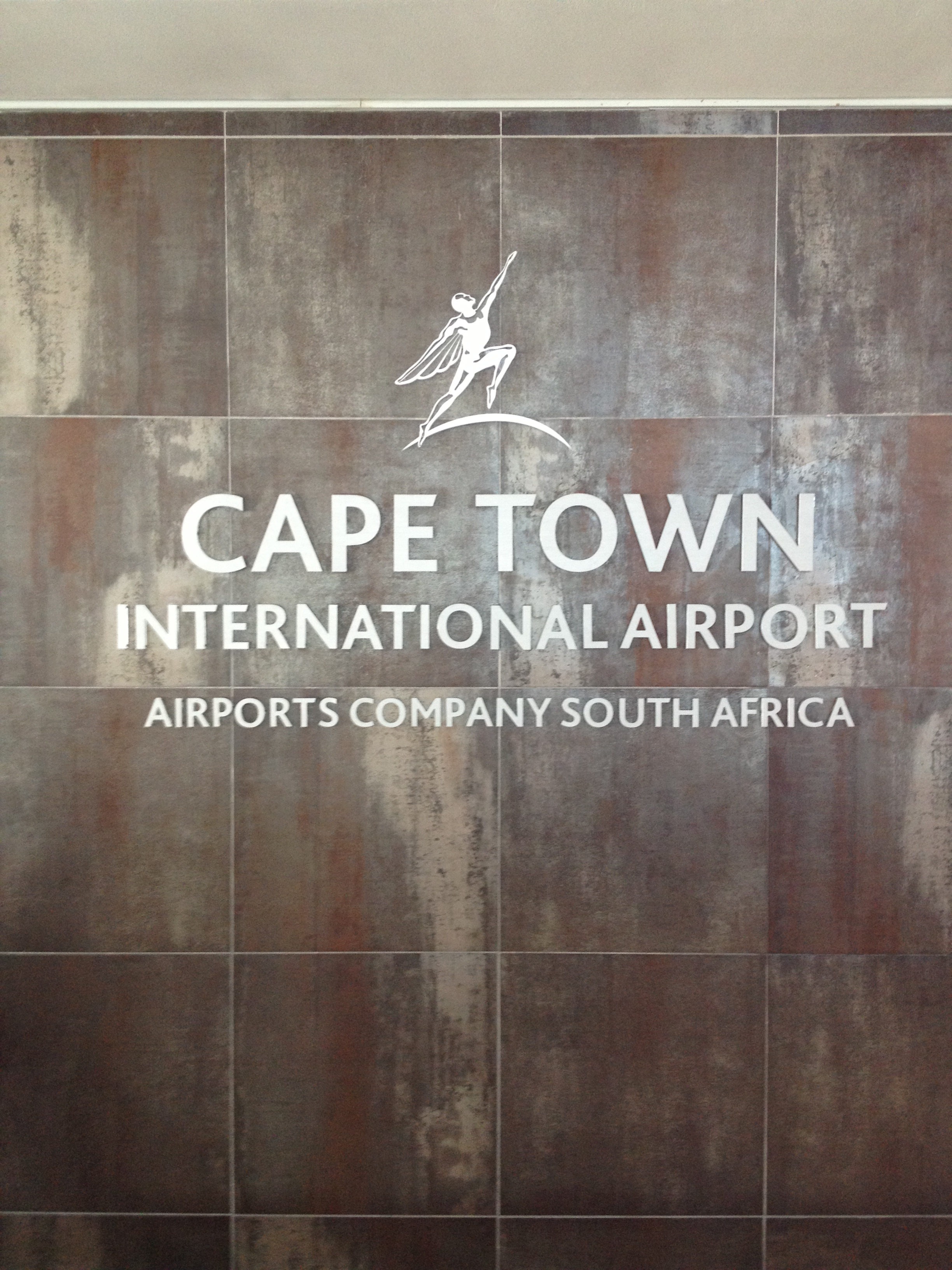
Aeropuerto Internacional de Ciudad del Cabo, Sudáfrica
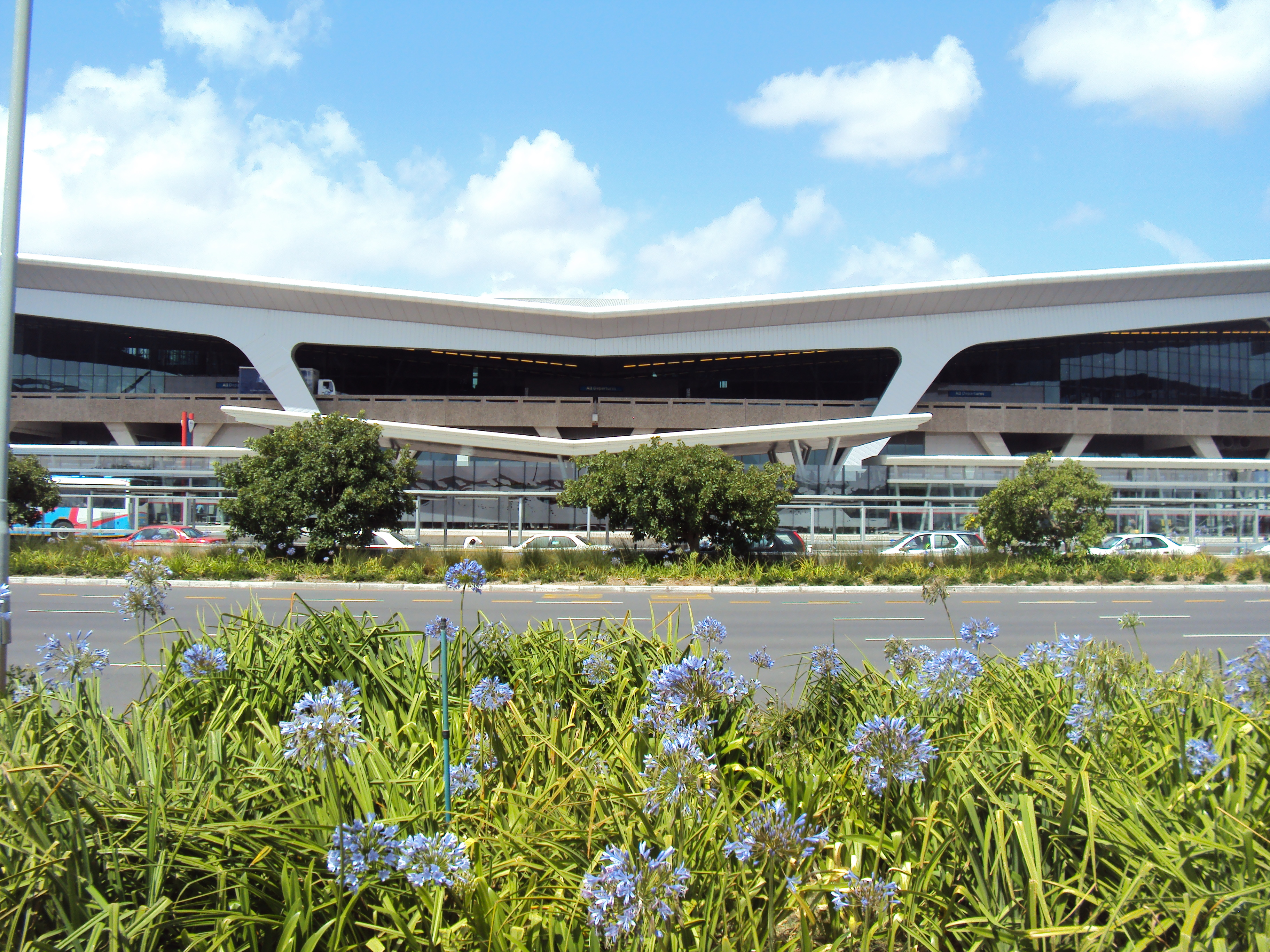
Fachada del Aeropuerto Internacional de Ciudad del Cabo, Sudáfrica
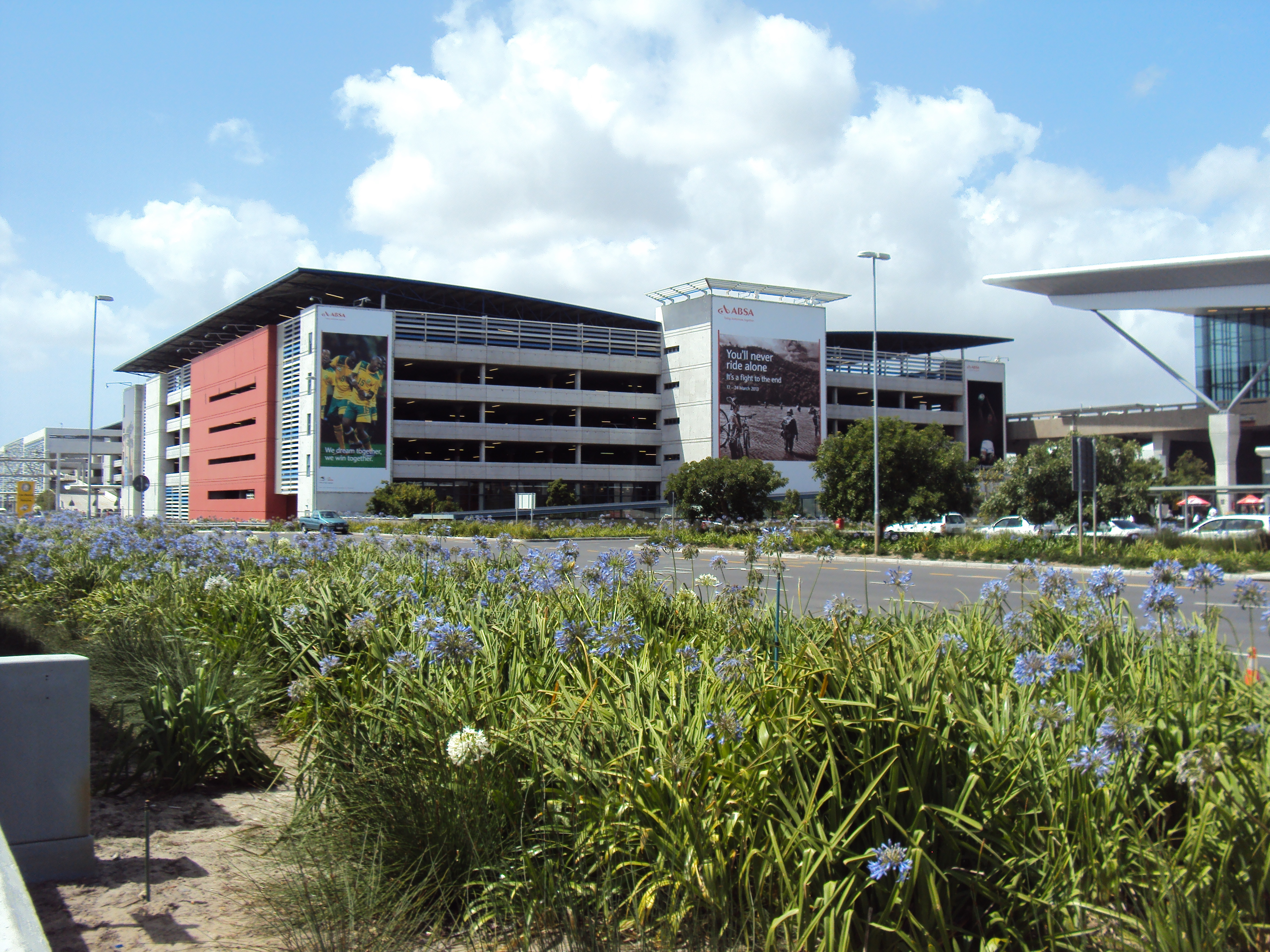
Aeropuerto Internacional de Ciudad del Cabo, Sudáfrica
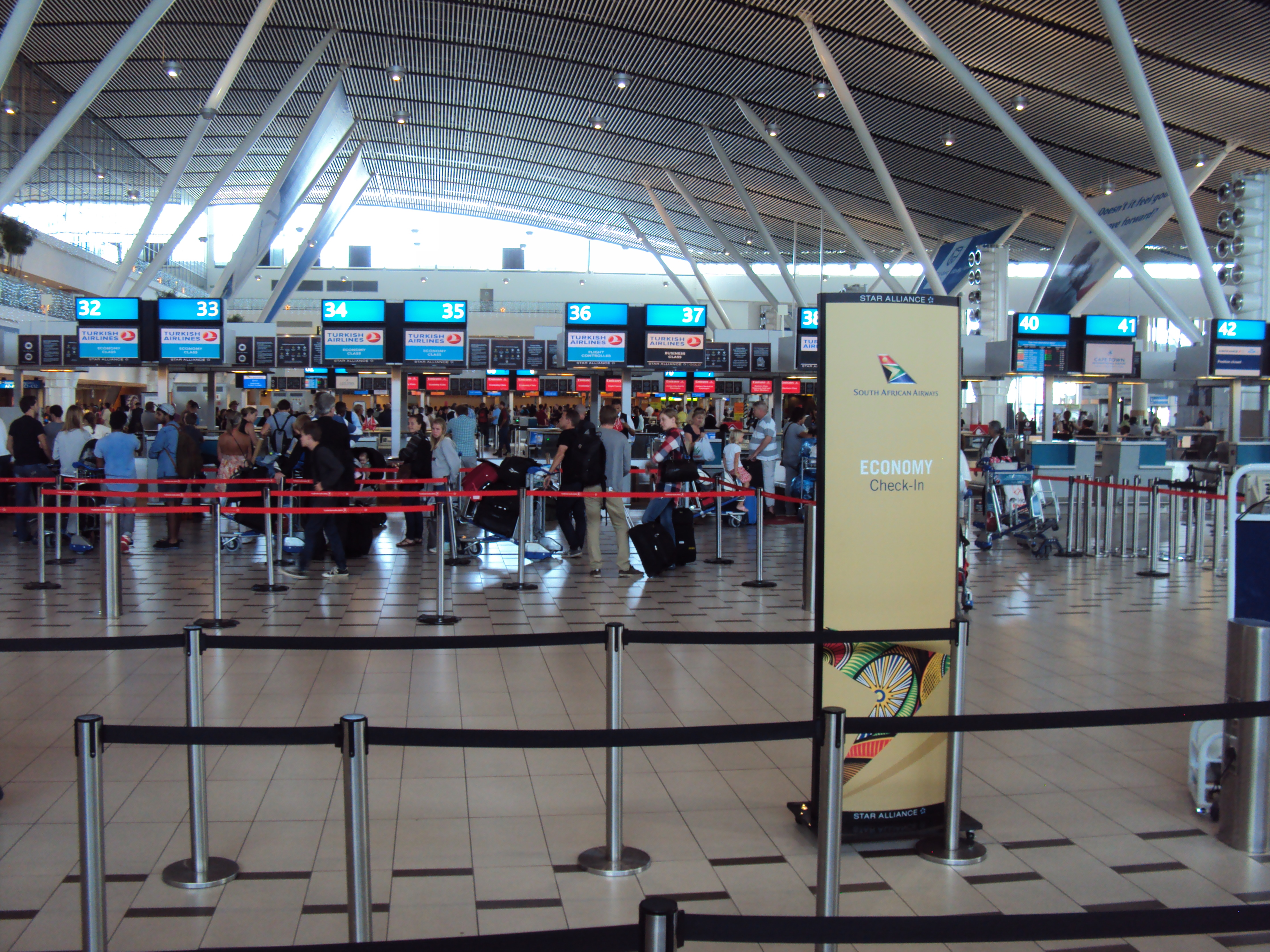
Interior del Aeropuerto Internacional de Ciudad del Cabo, Sudáfrica
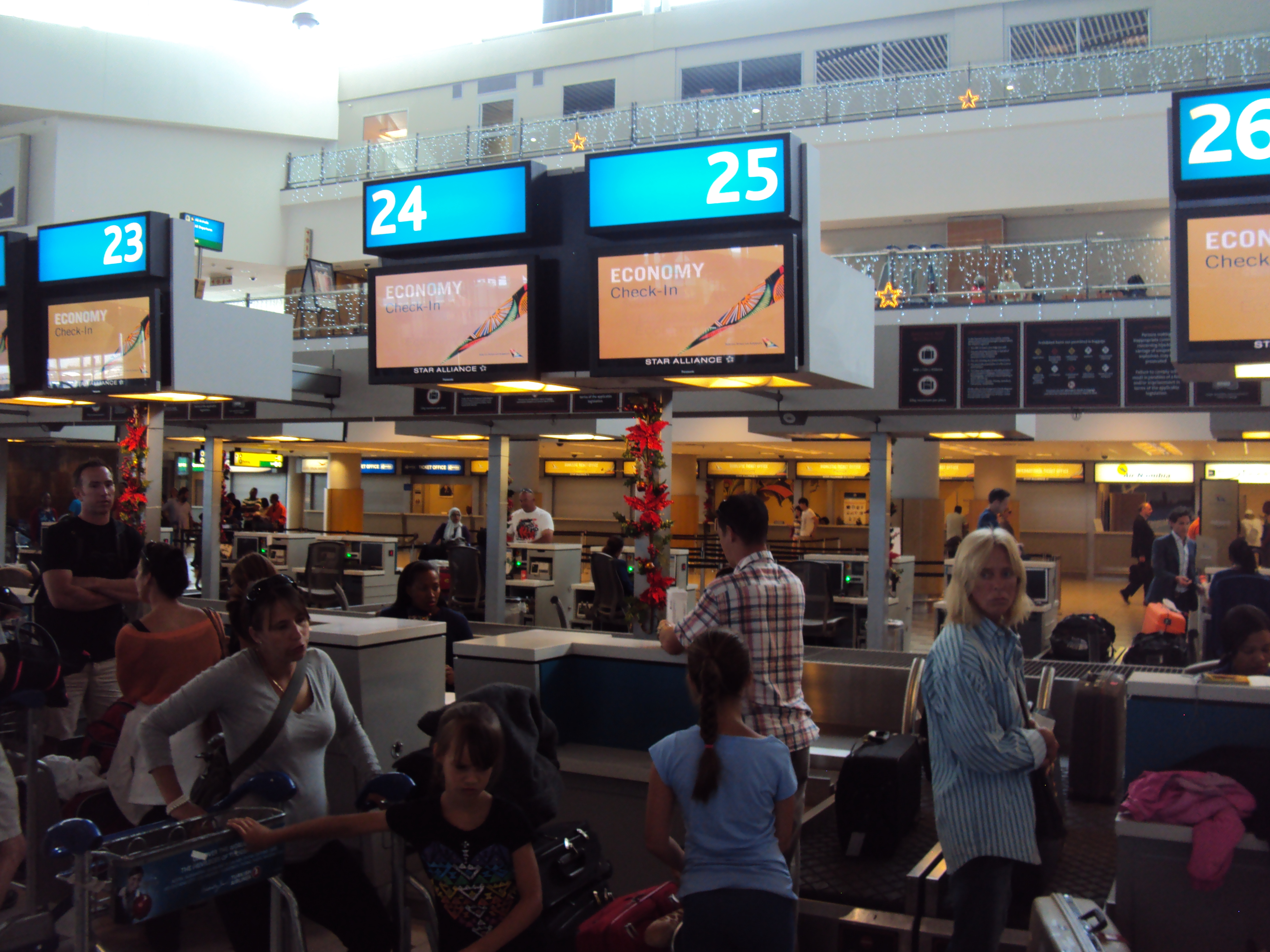
Counters en el Aeropuerto Internacional de Ciudad del Cabo, Sudáfrica
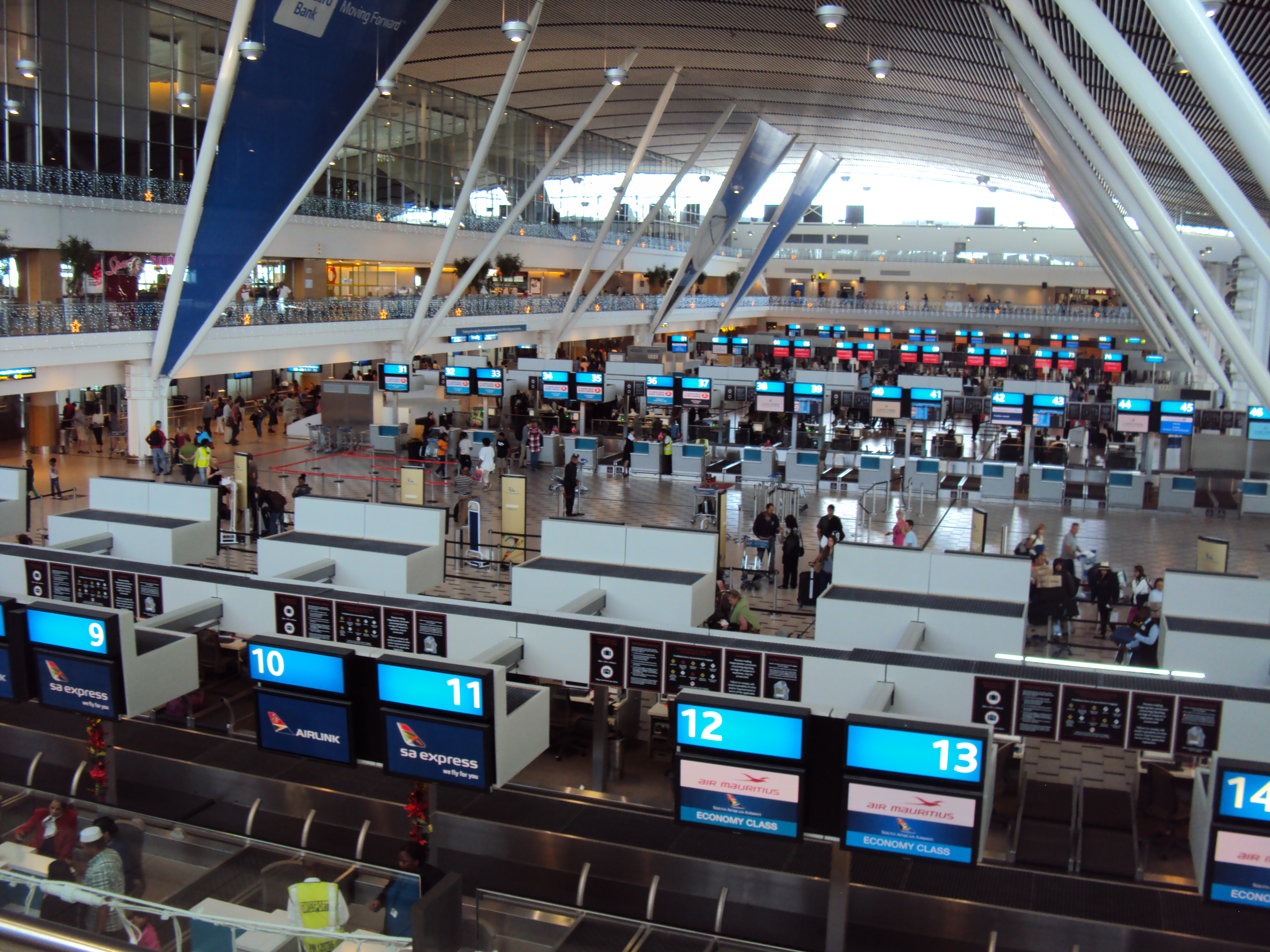
Aeropuerto Internacional de Ciudad del Cabo, Sudáfrica
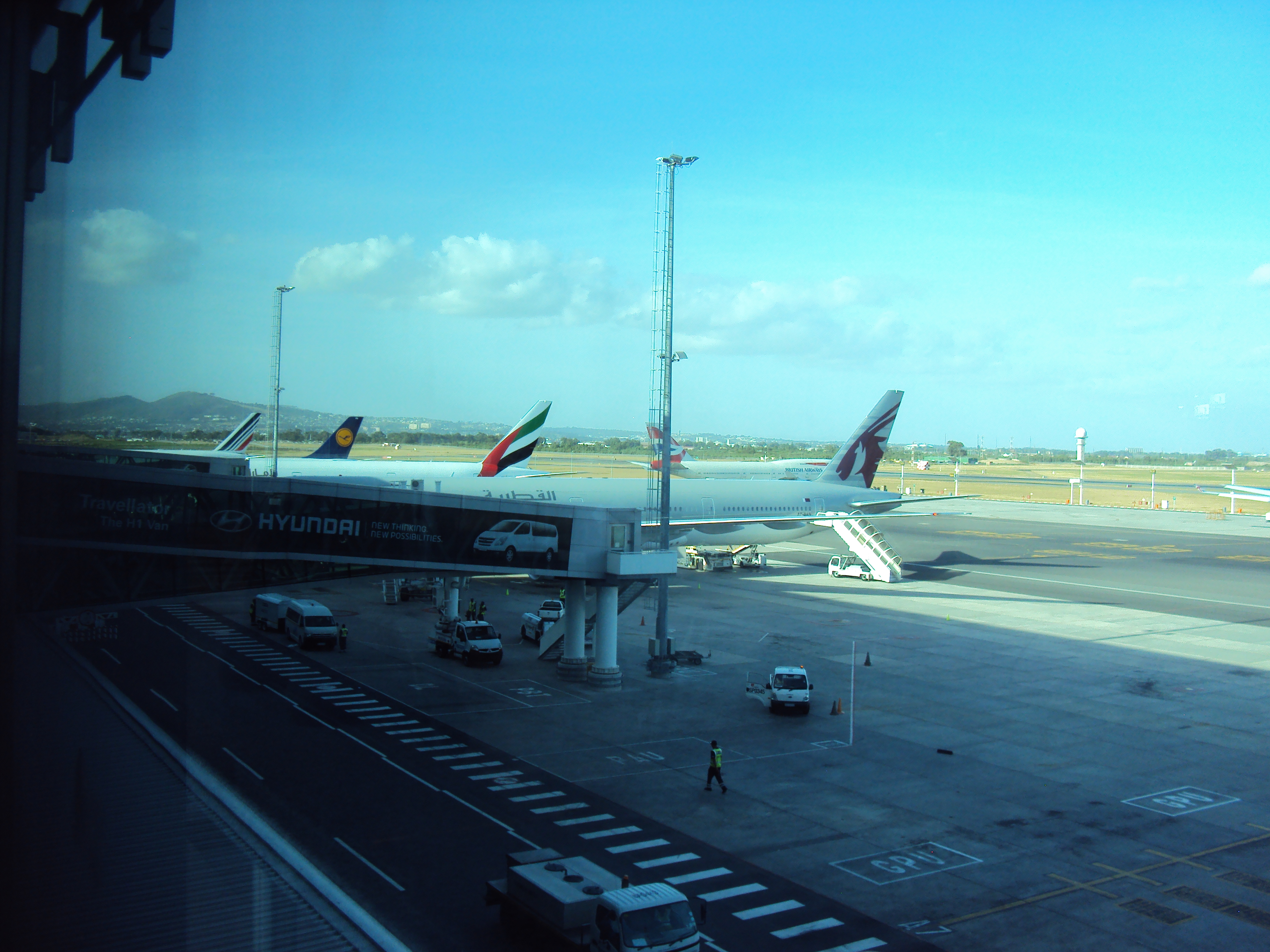
Plataforma del Aeropuerto Internacional de Ciudad del Cabo, Sudáfrica
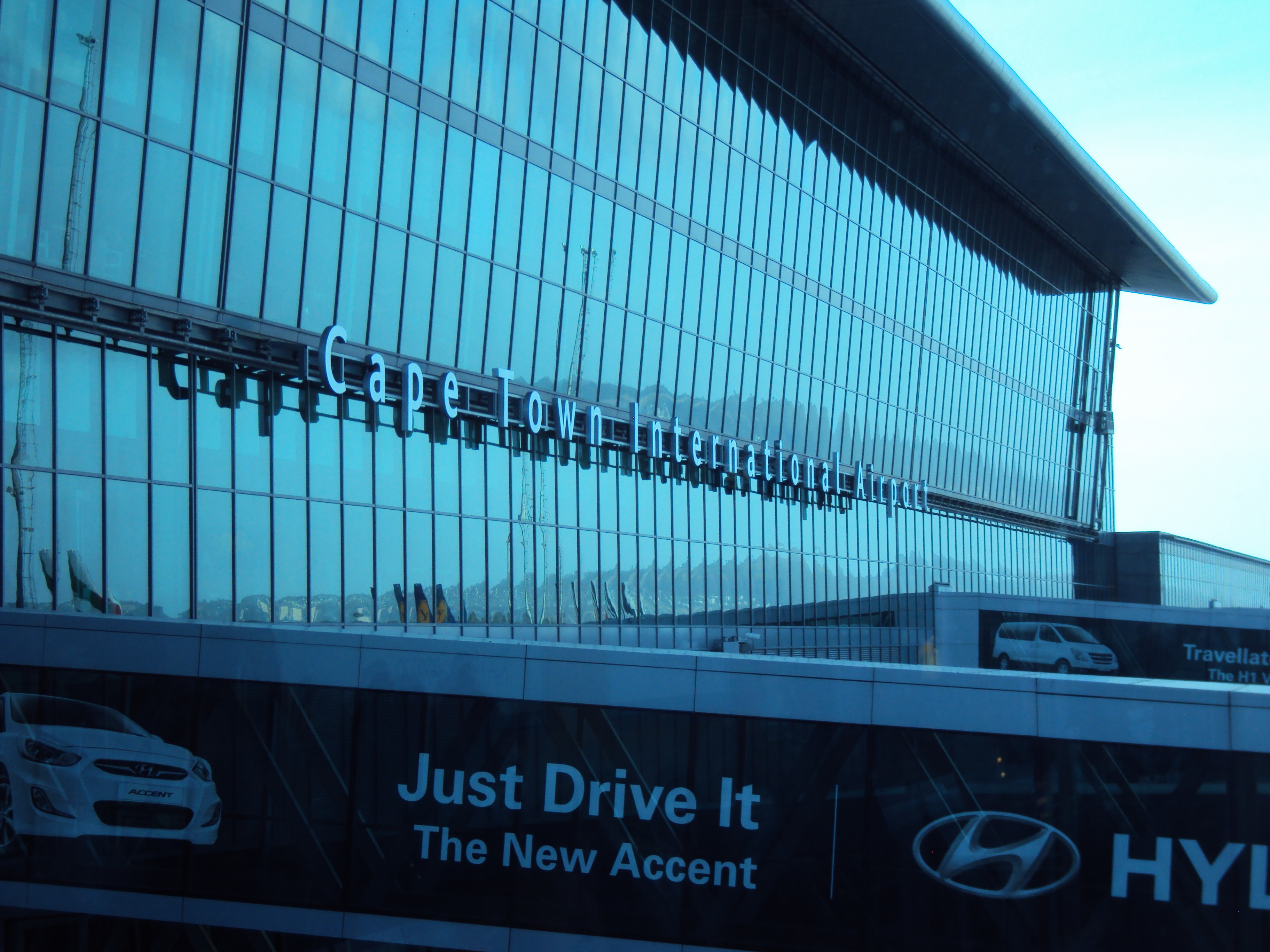
Aeropuerto Internacional de Ciudad del Cabo, Sudáfrica
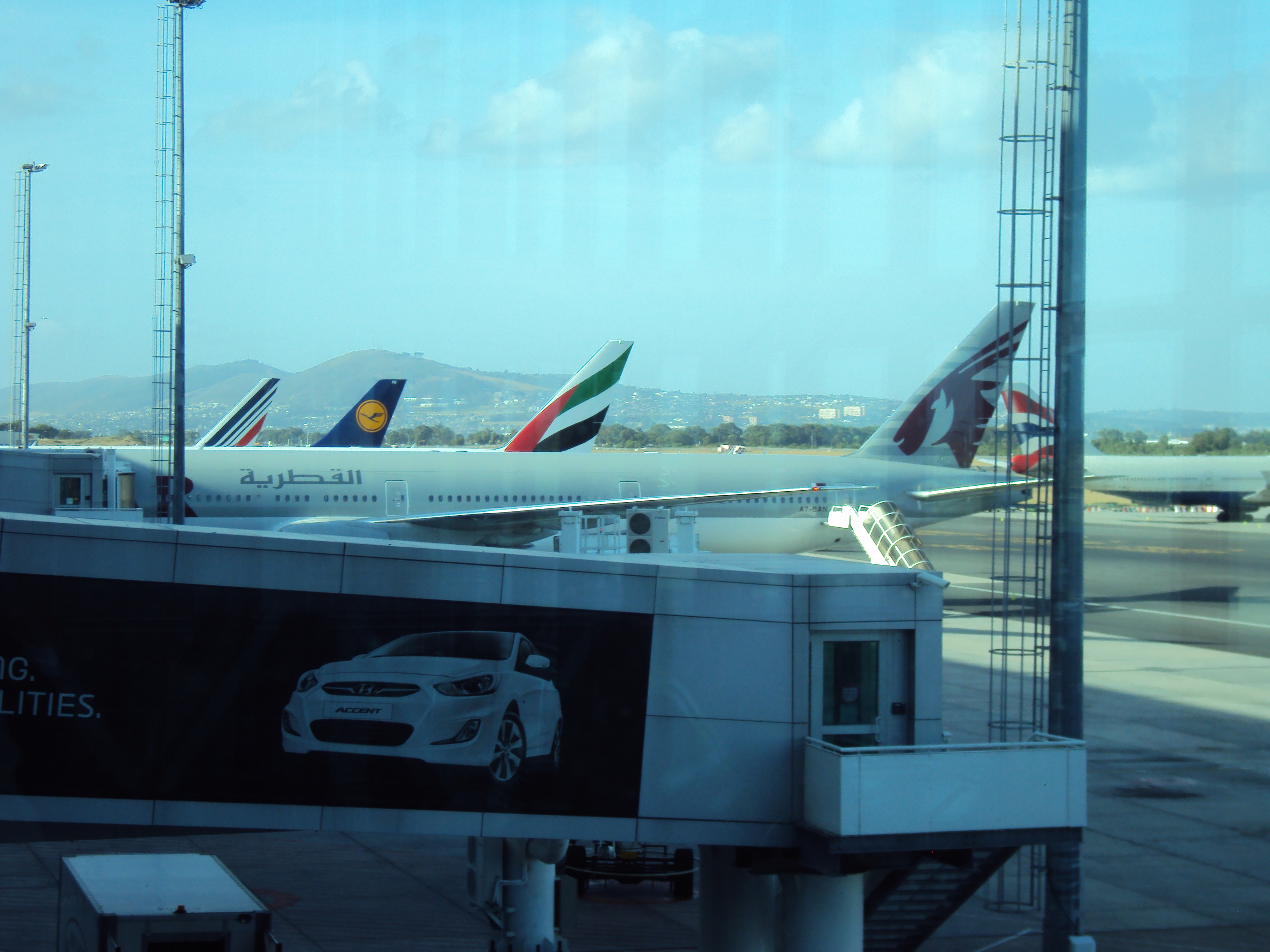
Plataforma del Aeropuerto Internacional de Ciudad del Cabo, Sudáfrica
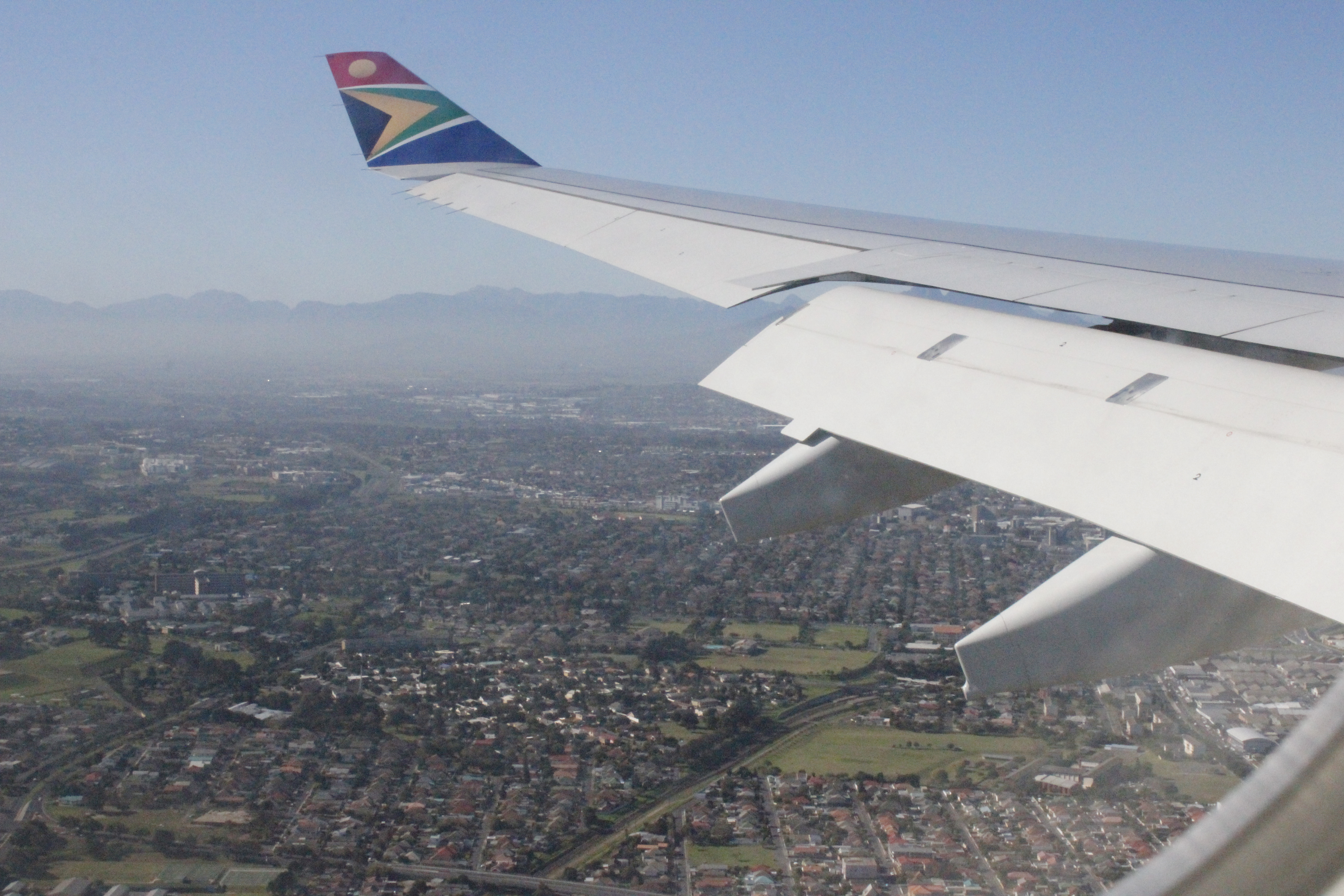
Airbus A340 de South African Airways a punto de aterrizar en el Aeropuerto Internacional de Ciudad del Cabo, Sudáfrica
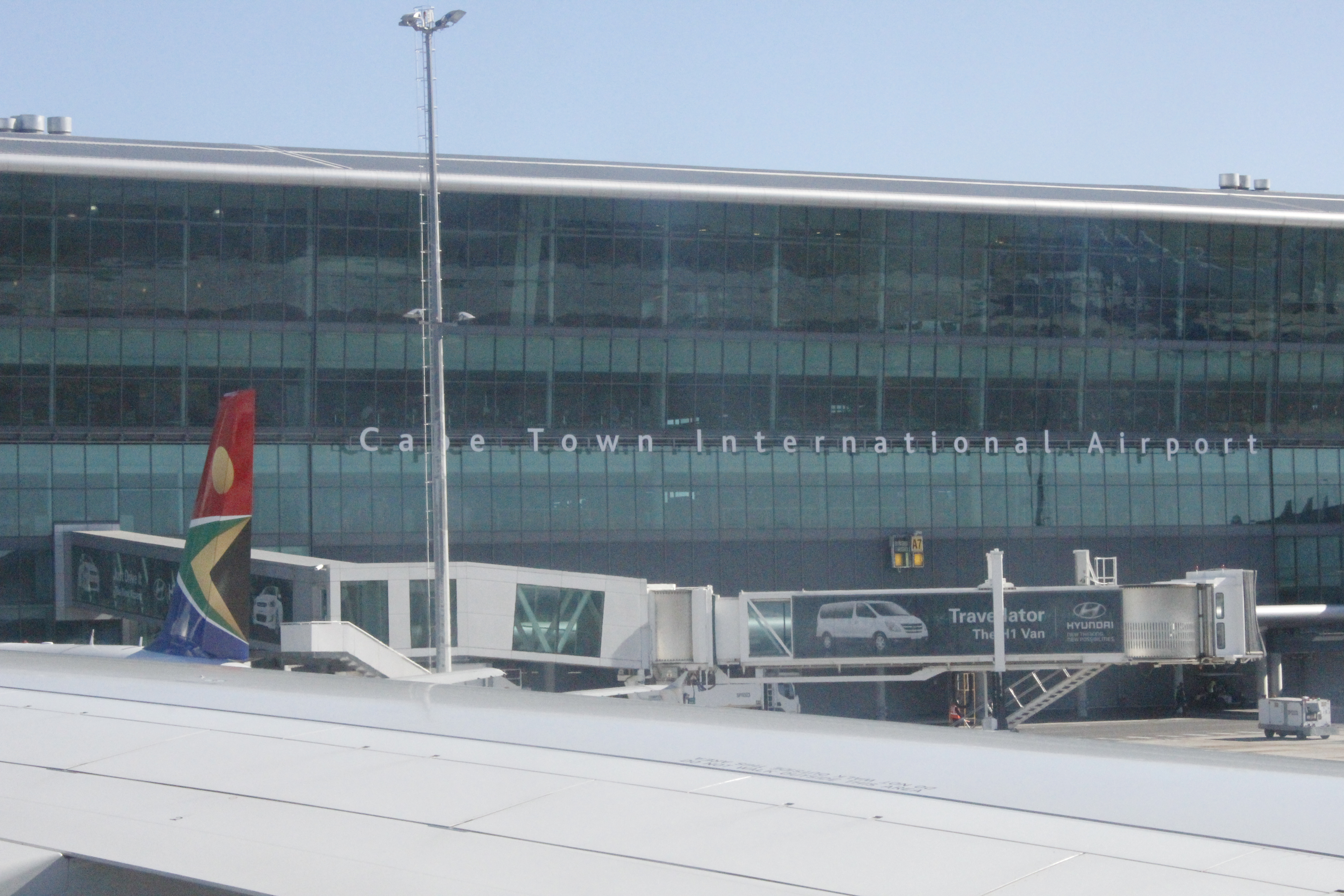
Aeropuerto Internacional de Ciudad del Cabo, Sudáfrica
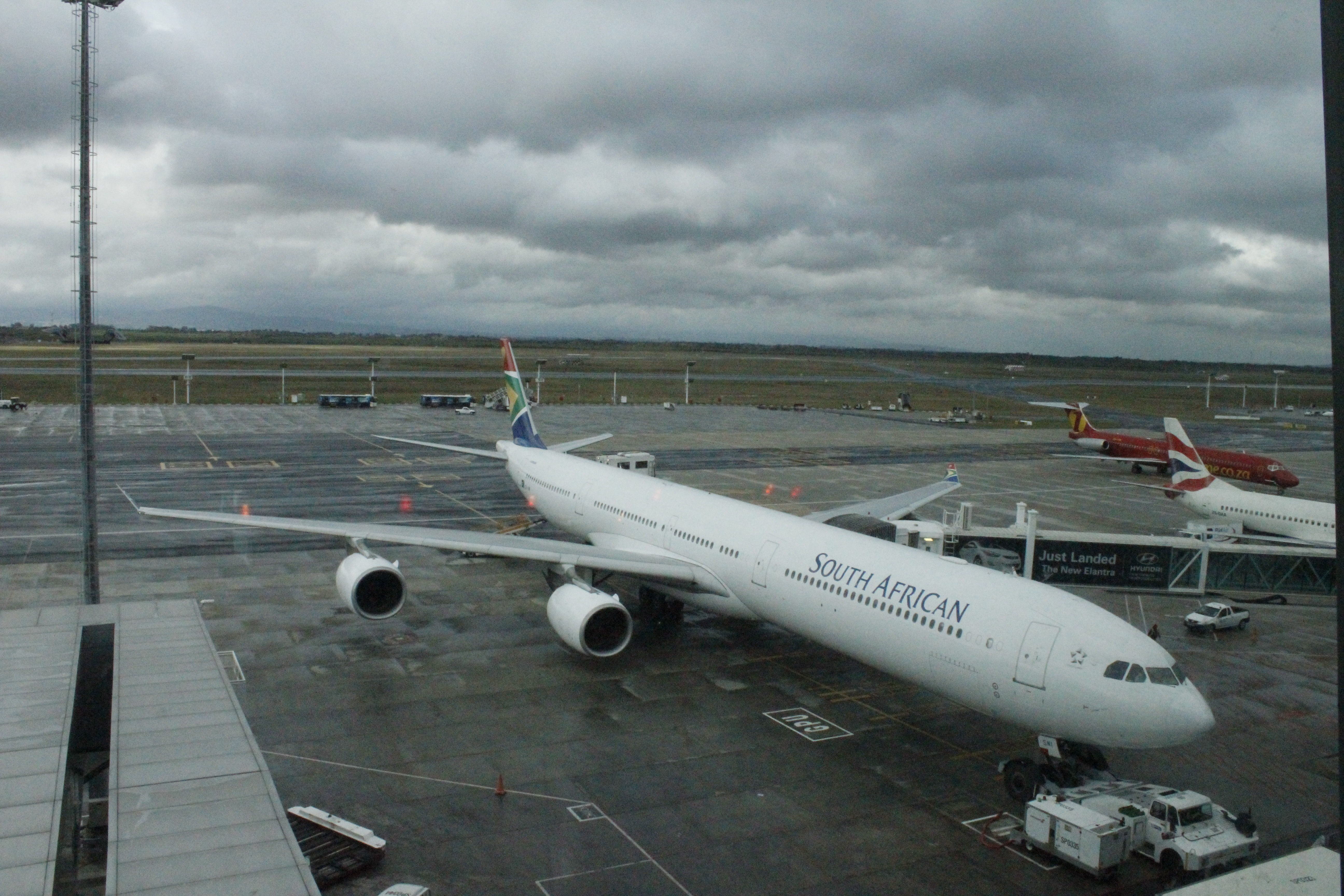
Airbus A340 de South African Airways en el Aeropuerto Internacional de Ciudad del Cabo, Sudáfrica
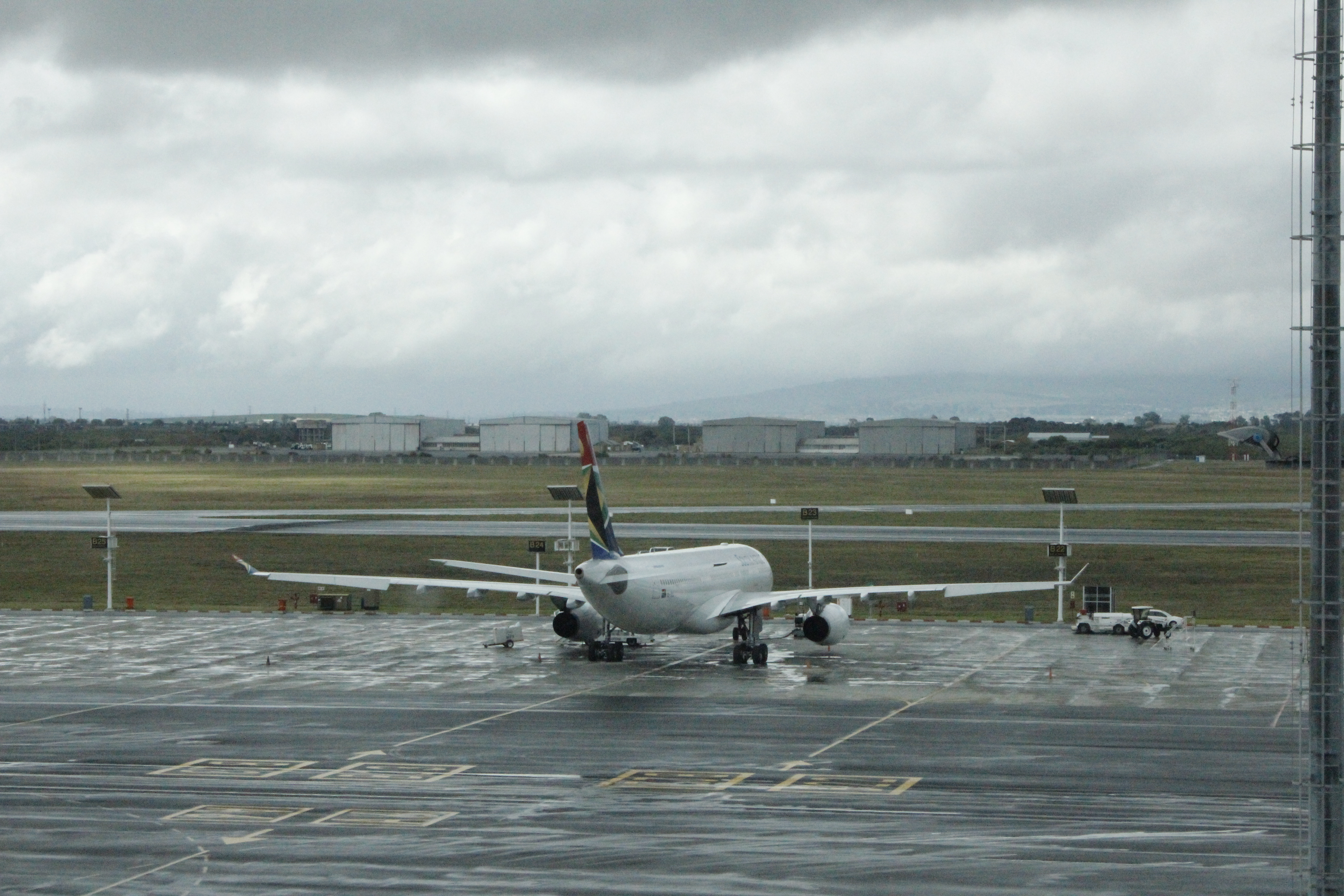
Plataforma del Aeropuerto Internacional de Ciudad del Cabo, Sudáfrica
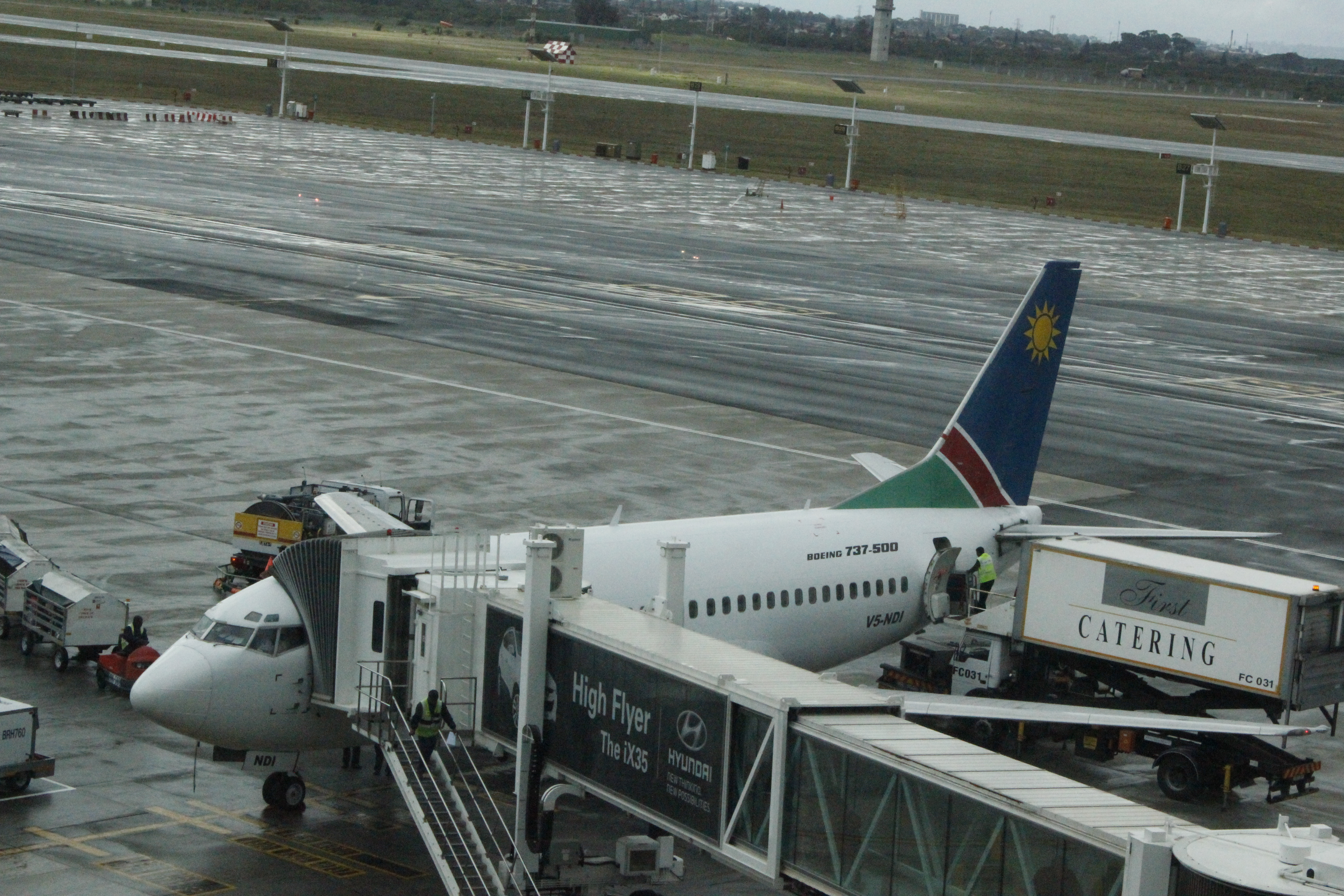
Boeing 737 de Air Namibia en el Aeropuerto Internacional de Ciudad del Cabo, Sudáfrica
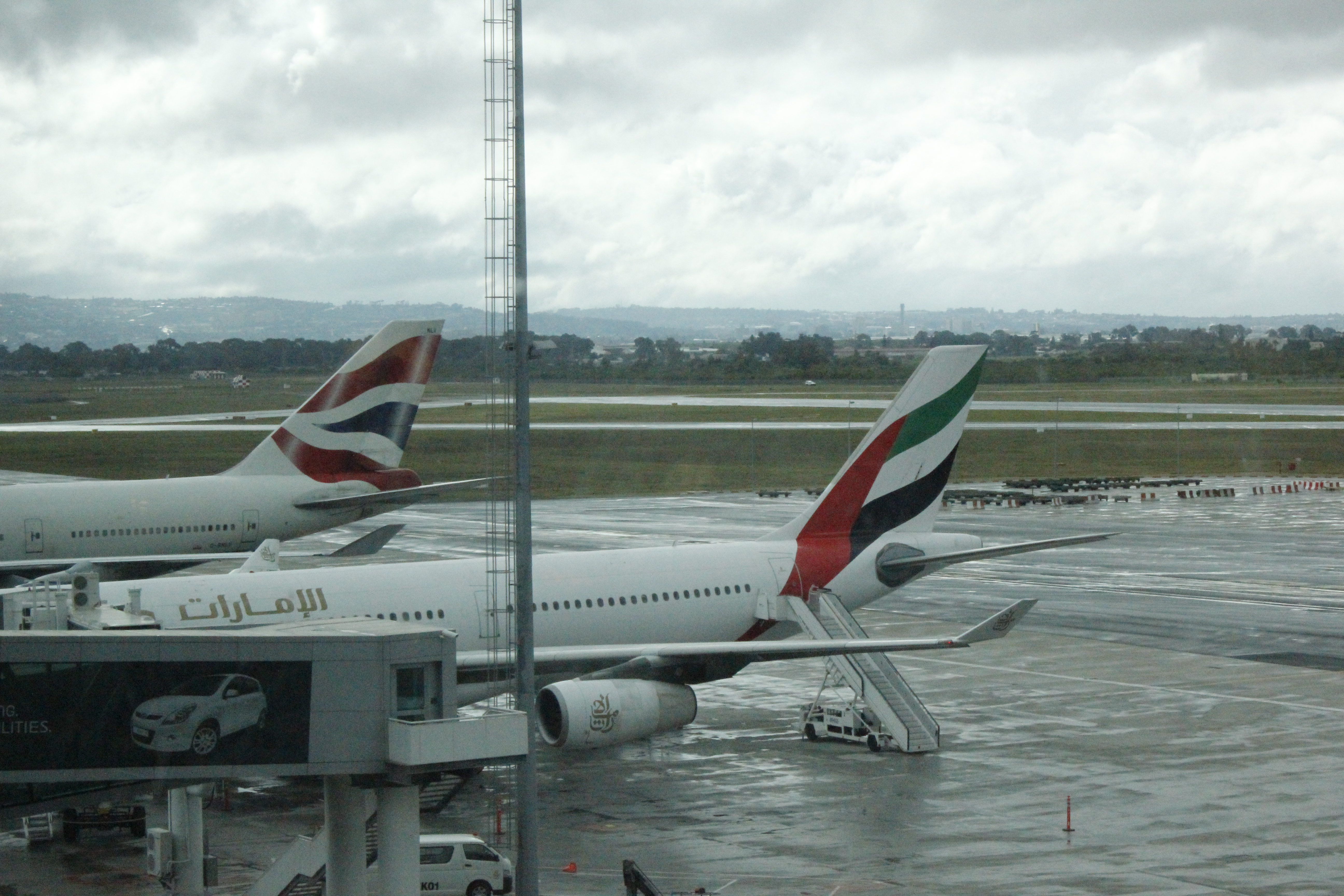
Emirates y British Airways en el Aeropuerto Internacional de Ciudad del Cabo, Sudáfrica
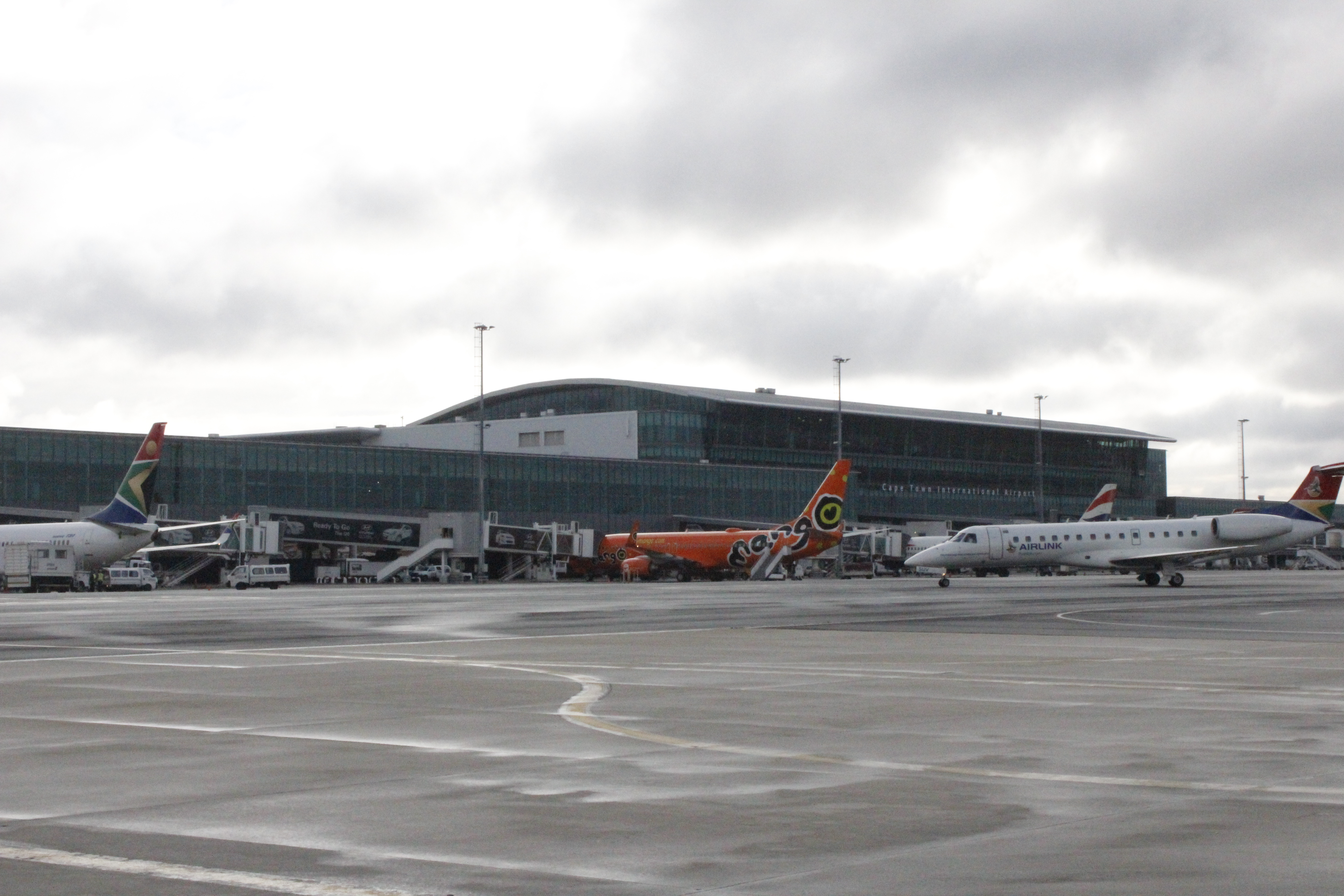
Aeropuerto Internacional de Ciudad del Cabo, Sudáfrica
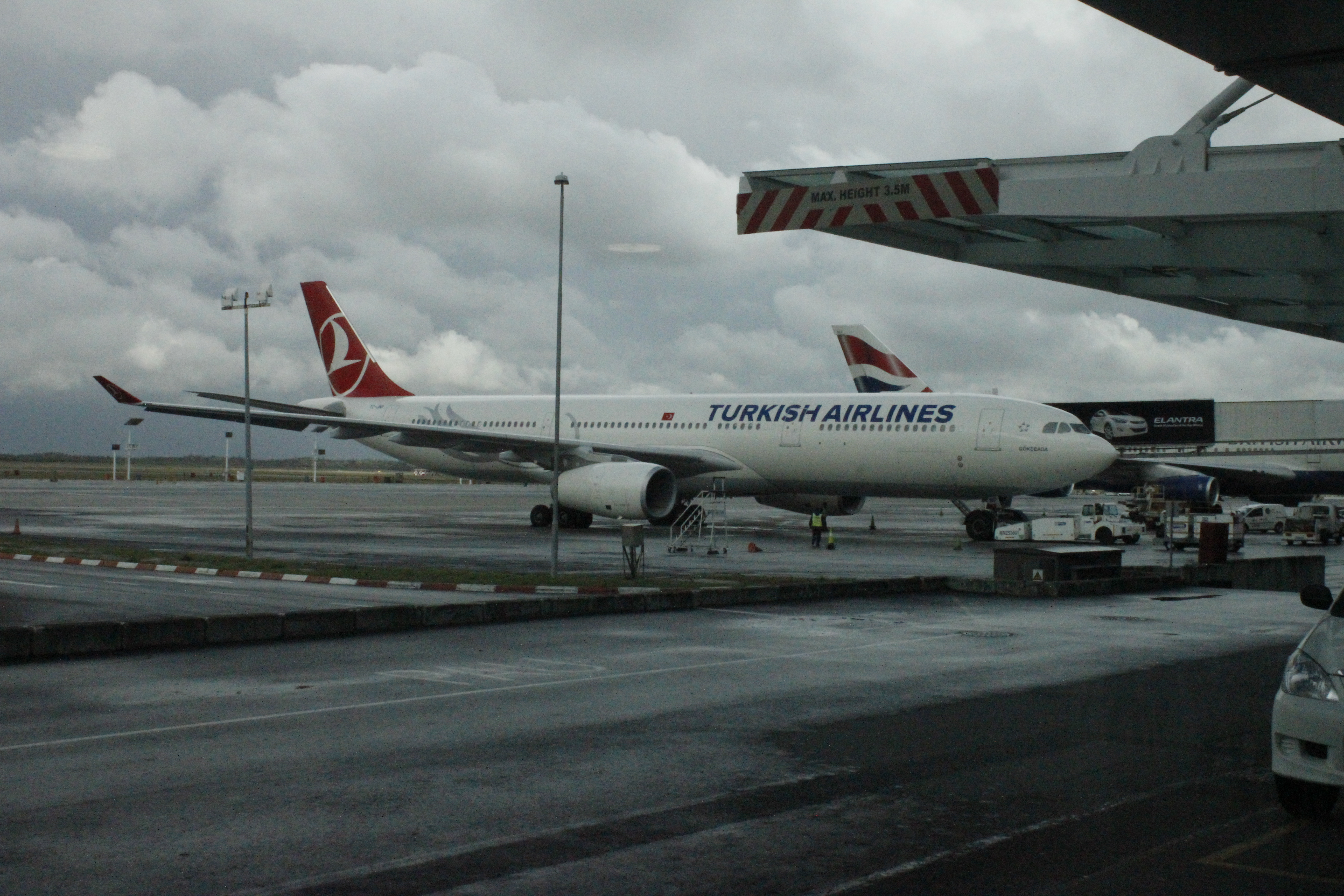
Airbus A340 de Turkish Airlines en el Aeropuerto Internacional de Ciudad del Cabo, Sudáfrica
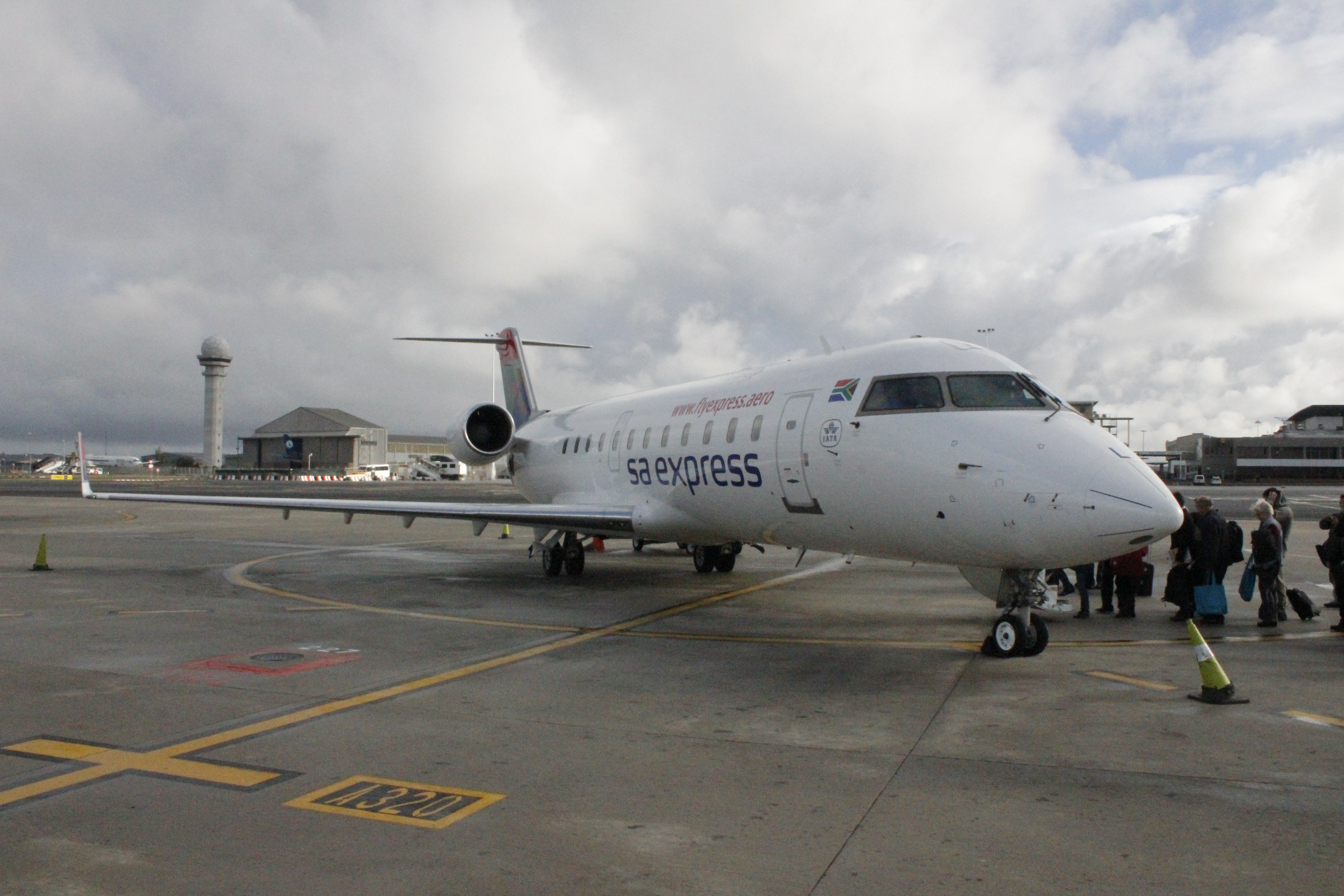
South African Airways en el Aeropuerto Internacional de Ciudad del Cabo, Sudáfrica
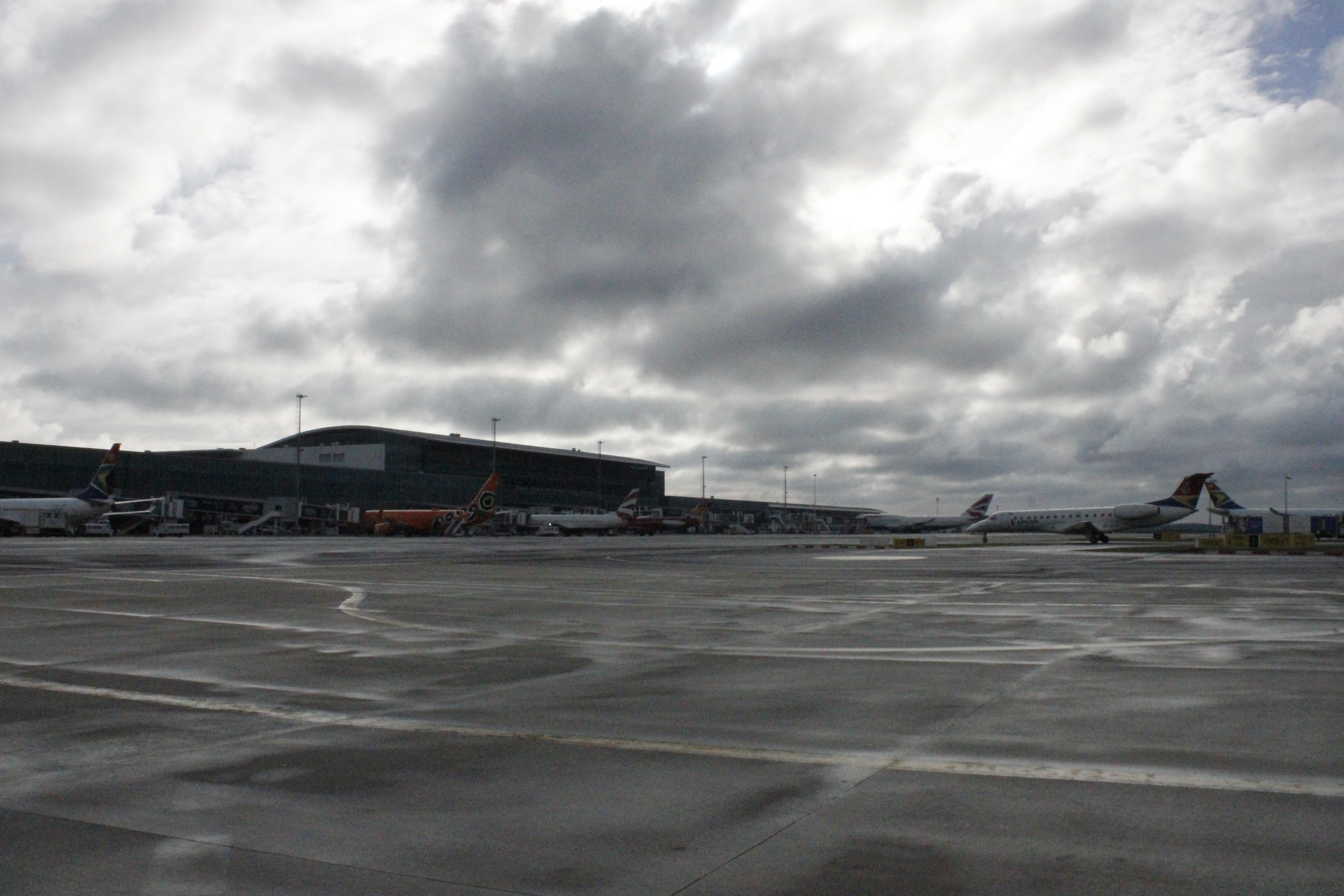
Aeropuerto Internacional de Ciudad del Cabo, Sudáfrica